# Brazília a 2016. évi nyári olimpiai játékokon
Brazília a Rio de Janeiróban megrendezett 2016. évi nyári olimpiai játékok házigazda nemzeteként vett részt a versenyeken. Az országot az olimpián 31 sportágban 465 sportoló képviselte, akik összesen 19 érmet szereztek.

## Érmesek
| Érem  | Versenyző | Sportág       | Versenyszám              |
| ----- | --- | ------------- | ------------------------ |
| Arany | Thiago Braz da Silva | Atlétika      | Férfi rúdugrás           |
| Arany | Rafaela Silva | Cselgáncs     | Női könnyűsúly           |
| Arany | Nemzeti válogatott Rafinha Alcântara Felipe Anderson Renato Augusto Rodrigo Caio Rodrigo Dourado Gabriel Luan Garcia Gabriel Jesus Luan Thiago Maia Marquinhos Neymar Douglas Santos Uilson Zeca Walace Weverton William | Labdarúgás    | Férfi                    |
| Arany | Robson Conceição | Ökölvívás     | Férfi könnyűsúly         |
| Arany | Nemzeti válogatott William Arjona Éder Carbonera Wallace de Souza Luiz Felipe Fonteles Evandro Guerra Ricardo Lucarelli Souza Bruno Rezende Lucas Saatkamp Maurício Silva Sérgio Santos Douglas Souza Maurício Souza     | Röplabda      | Férfi                    |
| Arany | Alison Cerutti Bruno Oscar Schmidt | Röplabda      | Férfi strandröplabda     |
| Arany | Martine Grael Kahena Kunze | Vitorlázás    | Női 49erFX osztály       |
| Ezüst | Isaquias Queiroz | Kajak-kenu    | Férfi kenu egyes 1000 m  |
| Ezüst | Erlon Silva Isaquias Queiroz | Kajak-kenu    | Férfi kenu kettes 1000 m |
| Ezüst | Ágatha Bednarczuk Bárbara Seixas | Röplabda      | Női strandröplabda       |
| Ezüst | Felipe Almeida Wu | Sportlövészet | Férfi légpisztoly        |
| Ezüst | Diego Hypólito | Torna         | Férfi talaj              |
| Ezüst | Arthur Zanetti | Torna         | Férfi gyűrű              |
| Bronz | Rafael Silva | Cselgáncs     | Férfi nehézsúly          |
| Bronz | Mayra Aguiar | Cselgáncs     | Női félnehézsúly         |
| Bronz | Isaquias Queiroz | Kajak-kenu    | Férfi kenu egyes 200 m   |
| Bronz | Maicon Siqueira | Taekwondo     | Férfi nehézsúly          |
| Bronz | Arthur Mariano | Torna         | Férfi talaj              |
| Bronz | Poliana Okimoto | Úszás         | Női 10 km nyílt vízi     |

## Asztalitenisz
Férfi
| Versenyző                                     | Versenyszám | Selejtező         | 64-es főtábla                               | 48-as főtábla                                     | 32-es főtábla                                          | Nyolcaddöntő                                                         | Negyeddöntő       | Elődöntő          | Döntő             | Helyezés |
| Versenyző                                     | Versenyszám | Ellenfél Eredmény | Ellenfél Eredmény                           | Ellenfél Eredmény                                 | Ellenfél Eredmény                                      | Ellenfél Eredmény                                                    | Ellenfél Eredmény | Ellenfél Eredmény | Ellenfél Eredmény | Helyezés |
| --------------------------------------------- | ----------- | ----------------- | ------------------------------------------- | ------------------------------------------------- | ------------------------------------------------------ | -------------------------------------------------------------------- | ----------------- | ----------------- | ----------------- | -------- |
| Hugo Calderano                                | Egyes       | erőnyerő          | Andy Pereira (CUB) · 11–6, 11–7, 11–7, 11–4 | Pär Gerell (SWE) · 13–11, 11–9, 11–7, 9–11, 13–11 | Tang Peng (HKG) · 8–11, 14–12, 11–7, 4–11, 12–10, 11–7 | Mizutani Dzsun (JPN) · 5–11, 6–11, 13–11, 11–8, 8–11, 10–12          | kiesett           | kiesett           | kiesett           | 9.       |
| Gustavo Tsuboi                                | Egyes       | erőnyerő          | Jianan Wang (CGO) · 7–11, 9–11, 4–11, 11–13 | kiesett                                           | kiesett                                                | kiesett                                                              | kiesett           | kiesett           | kiesett           | 49.      |
| Hugo Calderano Cazuo Matsumoto Gustavo Tsuboi | Csapat      |                   |                                             |                                                   |                                                        | Dél-Korea (KOR) · Jeoung Young-Sik · Csu Szehjok · Lee Sang-Su · 0–3 | kiesett           | kiesett           | kiesett           | 9.       |

Női
| Versenyző                                 | Versenyszám | Selejtező                                                 | 64-es főtábla                                                   | 48-as főtábla                                    | 32-es főtábla     | Nyolcaddöntő                                                                                      | Negyeddöntő       | Elődöntő          | Döntő             | Helyezés |
| Versenyző                                 | Versenyszám | Ellenfél Eredmény                                         | Ellenfél Eredmény                                               | Ellenfél Eredmény                                | Ellenfél Eredmény | Ellenfél Eredmény                                                                                 | Ellenfél Eredmény | Ellenfél Eredmény | Ellenfél Eredmény | Helyezés |
| ----------------------------------------- | ----------- | --------------------------------------------------------- | --------------------------------------------------------------- | ------------------------------------------------ | ----------------- | ------------------------------------------------------------------------------------------------- | ----------------- | ----------------- | ----------------- | -------- |
| Caroline Kumahara                         | Egyes       | Melissa Tapper (AUS) · 11–4, 8–11, 11–5, 11–6, 9–11, 11–8 | Xia Lian Ni (LUX) · 10–12, 16–14, 11–8, 11–9, 8–11, 3–11, 12–14 | kiesett                                          | kiesett           | kiesett                                                                                           | kiesett           | kiesett           | kiesett           | 49.      |
| Gui Lin                                   | Egyes       | erőnyerő                                                  | Galia Dvorak (ESP) · 11–1, 5–11, 11–6, 3–11, 11–9, 11–6         | Elizabeta Samara (ROU) · 6–11, 9–11, 3–11, 10–12 | kiesett           | kiesett                                                                                           | kiesett           | kiesett           | kiesett           | 33.      |
| Caroline Kumahara Gui Lin Bruna Takahashi | Csapat      |                                                           |                                                                 |                                                  |                   | Kína (CHN) · Ting Ning (Ding Ning) · Li Hsziao-hszia (Li Xiaoxia) · Liu Si-ven (Liu Shiwen) · 0–3 | kiesett           | kiesett           | kiesett           | 9.       |

## Atlétika
Férfi
| Versenyző                                                                | Versenyszám     | Selejtező | Selejtező | Selejtező | Előfutam | Előfutam | Előfutam | Elődöntő | Elődöntő | Elődöntő | Döntő         | Döntő         |
| Versenyző                                                                | Versenyszám     | Idő       | Hely.     | Össz.     | Idő      | Hely.    | Össz.    | Idő      | Hely.    | Össz.    | Idő           | Helyezés      |
| ------------------------------------------------------------------------ | --------------- | --------- | --------- | --------- | -------- | -------- | -------- | -------- | -------- | -------- | ------------- | ------------- |
| Vitor Hugo dos Santos                                                    | 100 m           | kiemelt   | kiemelt   | kiemelt   | 10,36    | 5.*      | 48.**    | kiesett  | kiesett  | kiesett  | kiesett       | kiesett       |
| Bruno de Barros                                                          | 200 m           |           |           |           | 20,59    | 6.       | 43.*     | kiesett  | kiesett  | kiesett  | kiesett       | kiesett       |
| Aldemir da Silva Júnior                                                  | 200 m           |           |           |           | 20,80    | 7.       | 61.*     | kiesett  | kiesett  | kiesett  | kiesett       | kiesett       |
| Jorge Vides                                                              | 200 m           |           |           |           | 20,50    | 3.       | 33.      | kiesett  | kiesett  | kiesett  | kiesett       | kiesett       |
| Hederson Estefani                                                        | 400 m           |           |           |           | 46,68    | 7.       | 41.      | kiesett  | kiesett  | kiesett  | kiesett       | kiesett       |
| Kléberson Davide                                                         | 800 m           |           |           |           | 1:46,14  | 4.       | 10.      | 1:46,19  | 6.       | 19.      | kiesett       | kiesett       |
| Lutimar Paes                                                             | 800 m           |           |           |           | 1:48,38  | 7.       | 32.      | kiesett  | kiesett  | kiesett  | kiesett       | kiesett       |
| Thiago André                                                             | 1500 m          |           |           |           | 3:44,42  | 11.      | 22.      | kiesett  | kiesett  | kiesett  | kiesett       | kiesett       |
| João Vítor de Oliveira                                                   | 110 m gát       |           |           |           | 13,63    | 4.       | 19.**    | 13,85    | 9.       | 22.      | kiesett       | kiesett       |
| Éder Antônio Souza                                                       | 110 m gát       |           |           |           | 13,61    | 4.       | 17.      | kizárták | kizárták | kizárták | kiesett       | kiesett       |
| Mahau Suguimati                                                          | 400 m gát       |           |           |           | 49,77    | 3.       | 29.      | 49,77    | 8.       | 22.      | kiesett       | kiesett       |
| Marcio Teles                                                             | 400 m gát       |           |           |           | 50,41    | 6.       | 39.      | kiesett  | kiesett  | kiesett  | kiesett       | kiesett       |
| Altobeli Silva                                                           | 3000 m akadály  |           |           |           | 8:26,59  | 6.       | 13.      |          |          |          | 8:26,30       | 9.            |
| Paulo Roberto Paula                                                      | Maraton         |           |           |           |          |          |          |          |          |          | 2:13:56       | 15.           |
| Solonei Rocha                                                            | Maraton         |           |           |           |          |          |          |          |          |          | 2:22:05       | 78.           |
| Marílson dos Santos                                                      | Maraton         |           |           |           |          |          |          |          |          |          | 2:19:09       | 59.           |
| José Alessandro Baggio                                                   | 20 km gyaloglás |           |           |           |          |          |          |          |          |          | nem ért célba | nem ért célba |
| Moacir Zimmermann                                                        | 20 km gyaloglás |           |           |           |          |          |          |          |          |          | 1:33:58       | 63.           |
| Caio Bonfim                                                              | 20 km gyaloglás |           |           |           |          |          |          |          |          |          | 1:19:42       | 4.            |
| Caio Bonfim                                                              | 50 km gyaloglás |           |           |           |          |          |          |          |          |          | 3:47:02       | 9.            |
| Jonathan Riekmann                                                        | 50 km gyaloglás |           |           |           |          |          |          |          |          |          | 4:01:52       | 29.           |
| Mário dos Santos Júnior                                                  | 50 km gyaloglás |           |           |           |          |          |          |          |          |          | nem ért célba | nem ért célba |
| Ricardo Mário de Souza Vitor Hugo dos Santos Bruno de Barros Jorge Vides | 4 × 100 m váltó |           |           |           | 38,19    | 5.       | 8.       |          |          |          | 38,41         | 6.            |
| Pedro Luiz Burmann Alexander Russo Peterson dos Santos Hugo Balduino     | 4 × 400 m váltó |           |           |           | 3:00,43  | 4.       | 8.       |          |          |          | 3:03,28       | 8.            |

| Versenyző               | Versenyszám   | Selejtező | Selejtező | Döntő    | Döntő    |
| Versenyző               | Versenyszám   | Eredmény  | Helyezés  | Eredmény | Helyezés |
| ----------------------- | ------------- | --------- | --------- | -------- | -------- |
| Talles Silva            | Magasugrás    | 217 cm    | 35.****   | kiesett  | kiesett  |
| Thiago Braz da Silva    | Rúdugrás      | 570 cm    | 3.        | 603 cm   |          |
| Augusto de Oliveira     | Rúdugrás      | 545 cm    | 22.**     | kiesett  | kiesett  |
| Higor Alves             | Távolugrás    | 759 cm    | 28.       | kiesett  | kiesett  |
| Darlan Romani           | Súlylökés     | 20,94 m   | 3.        | 21,02 m  | 5.       |
| Wagner Domingos         | Kalapácsvetés | 74,17 m   | 9.        | 72,28 m  | 12.      |
| Júlio César de Oliveira | Gerelyhajítás | 80,49 m   | 16.       | kiesett  | kiesett  |

| Versenyző           | Versenyszám | 100 m | 100 m | Távolugrás | Távolugrás | Súlylökés | Súlylökés | Magasugrás | Magasugrás | 400 m | 400 m | 110 m gát | 110 m gát | Diszkoszvetés | Diszkoszvetés | Rúdugrás | Rúdugrás | Gerelyhajítás | Gerelyhajítás | 1500 m  | 1500 m | Végeredmény | Végeredmény |
| Versenyző           | Versenyszám | Idő   | Pont  | Eredmény   | Pont       | Eredmény  | Pont      | Eredmény   | Pont       | Idő   | Pont  | Idő       | Pont      | Eredmény      | Pont          | Eredmény | Pont     | Eredmény      | Pont          | Idő     | Pont   | Pont        | Helyezés    |
| ------------------- | ----------- | ----- | ----- | ---------- | ---------- | --------- | --------- | ---------- | ---------- | ----- | ----- | --------- | --------- | ------------- | ------------- | -------- | -------- | ------------- | ------------- | ------- | ------ | ----------- | ----------- |
| Luiz Alberto Araújo | Tízpróba    | 10,77 | 912   | 748 cm     | 930        | 15,26 m   | 806       | 192 cm     | 731        | 48,14 | 902   | 14,17     | 953       | 45,10 m       | 769           | 490 cm   | 880      | 57,28 m       | 697           | 4:31,46 | 735    | 8315        | 10.         |

Női
| Versenyző                                                        | Versenyszám     | Selejtező | Selejtező | Selejtező | Előfutam | Előfutam | Előfutam | Elődöntő | Elődöntő | Elődöntő | Döntő    | Döntő    |
| Versenyző                                                        | Versenyszám     | Idő       | Hely.     | Össz.     | Idő      | Hely.    | Össz.    | Idő      | Hely.    | Össz.    | Idő      | Helyezés |
| ---------------------------------------------------------------- | --------------- | --------- | --------- | --------- | -------- | -------- | -------- | -------- | -------- | -------- | -------- | -------- |
| Franciela Krasucki                                               | 100 m           | kiemelt   | kiemelt   | kiemelt   | 11,67    | 7.       | 47.*     | kiesett  | kiesett  | kiesett  | kiesett  | kiesett  |
| Rosangela Santos                                                 | 100 m           | kiemelt   | kiemelt   | kiemelt   | 11,25    | 2.       | 14.      | 11,23    | 5.       | 18.      | kiesett  | kiesett  |
| Vitória Cristina Rosa                                            | 200 m           |           |           |           | 23,35    | 7.       | 47.      | kiesett  | kiesett  | kiesett  | kiesett  | kiesett  |
| Kauiza Venancio                                                  | 200 m           |           |           |           | 23,06    | 3.       | 34.      | kiesett  | kiesett  | kiesett  | kiesett  | kiesett  |
| Geisa Coutinho                                                   | 400 m           |           |           |           | 52,05    | 4.       | 25.      | kiesett  | kiesett  | kiesett  | kiesett  | kiesett  |
| Jailma de Lima                                                   | 400 m           |           |           |           | 52,65    | 6.       | 34.      | kiesett  | kiesett  | kiesett  | kiesett  | kiesett  |
| Flávia de Lima                                                   | 800 m           |           |           |           | 2:03,78  | 8.       | 52.      | kiesett  | kiesett  | kiesett  | kiesett  | kiesett  |
| Tatiele de Carvalho                                              | 10 000 m        |           |           |           |          |          |          |          |          |          | 32:38,21 | 31.      |
| Maíla Machado                                                    | 100 m gát       |           |           |           | 13,09    | 5.       | 30.**    | kiesett  | kiesett  | kiesett  | kiesett  | kiesett  |
| Fabiana Moraes                                                   | 100 m gát       |           |           |           | 13,22    | 5.       | 35.*     | kiesett  | kiesett  | kiesett  | kiesett  | kiesett  |
| Juliana Santos                                                   | 3000 m akadály  |           |           |           | 9:45,95  | 15.      | 36.      |          |          |          | kiesett  | kiesett  |
| Graciete Santana                                                 | Maraton         |           |           |           |          |          |          |          |          |          | 3:09:15  | 128.     |
| Marily dos Santos                                                | Maraton         |           |           |           |          |          |          |          |          |          | 2:45:08  | 78.      |
| Adriana da Silva                                                 | Maraton         |           |           |           |          |          |          |          |          |          | 2:43:22  | 69.      |
| Cisiane Lopes                                                    | 20 km gyaloglás |           |           |           |          |          |          |          |          |          | 1:38:35  | 49.      |
| Érica de Sena                                                    | 20 km gyaloglás |           |           |           |          |          |          |          |          |          | 1:29:29  | 7.       |
| Bruna Farias Franciela Krasucki Kauiza Venancio Rosangela Santos | 4 × 100 m váltó |           |           |           | kizárták | kizárták | kizárták |          |          |          | kiesett  | kiesett  |
| Joelma Sousa Geisa Coutinho Leticia de Souza Jailma de Lima      | 4 × 400 m váltó |           |           |           | 3:30,27  | 8.       | 16.      |          |          |          | kiesett  | kiesett  |

| Versenyző          | Versenyszám   | Selejtező                | Selejtező                | Döntő    | Döntő    |
| Versenyző          | Versenyszám   | Eredmény                 | Helyezés                 | Eredmény | Helyezés |
| ------------------ | ------------- | ------------------------ | ------------------------ | -------- | -------- |
| Joana Costa        | Rúdugrás      | 415 cm                   | 29.***                   | kiesett  | kiesett  |
| Fabiana Murer      | Rúdugrás      | érvényes kísérlet nélkül | érvényes kísérlet nélkül | kiesett  | kiesett  |
| Eliane Martins     | Távolugrás    | 633 cm                   | 23.                      | kiesett  | kiesett  |
| Keila Costa        | Távolugrás    | 586 cm                   | 38.                      | kiesett  | kiesett  |
| Keila Costa        | Hármasugrás   | 13,78 m                  | 24.                      | kiesett  | kiesett  |
| Núbia Soares       | Hármasugrás   | 13,85 m                  | 23.                      | kiesett  | kiesett  |
| Geisa Arcanjo      | Súlylökés     | 18,27 m                  | 7.                       | 18,16 m  | 9.       |
| Fernanda Martins   | Diszkoszvetés | 51,85 m                  | 31.                      | kiesett  | kiesett  |
| Andressa de Morais | Diszkoszvetés | 57,38 m                  | 21.                      | kiesett  | kiesett  |

| Versenyző       | Versenyszám | 100 m gát | 100 m gát | Magasugrás | Magasugrás | Súlylökés | Súlylökés | 200 m | 200 m | Távolugrás | Távolugrás | Gerelyhajítás | Gerelyhajítás | 800 m   | 800 m | Végeredmény | Végeredmény |
| Versenyző       | Versenyszám | Idő       | Pont      | Eredmény   | Pont       | Eredmény  | Pont      | Idő   | Pont  | Eredmény   | Pont       | Eredmény      | Pont          | Idő     | Pont  | Pont        | Helyezés    |
| --------------- | ----------- | --------- | --------- | ---------- | ---------- | --------- | --------- | ----- | ----- | ---------- | ---------- | ------------- | ------------- | ------- | ----- | ----------- | ----------- |
| Vanessa Spínola | Hétpróba    | 14,24     | 945       | 168 cm     | 830        | 13,06 m   | 731       | 24,11 | 970   | 610 cm     | 880        | 45,05 m       | 764           | 2:14,20 | 904   | 6024        | 23.         |

* - egy másik versenyzővel azonos eredményt ért el

** - két másik versenyzővel azonos eredményt ért el

*** - négy másik versenyzővel azonos eredményt ért el

**** - öt másik versenyzővel azonos eredményt ért el

## Birkózás

### Férfi
Kötöttfogású
| Versenyző          | Versenyszám | Selejtező                  | Nyolcaddöntő      | Negyeddöntő       | Elődöntő          | Vigaszág első kör | Vigaszág elődöntő | Bronz- mérkőzés   | Döntő             | Helyezés |
| Versenyző          | Versenyszám | Ellenfél Eredmény          | Ellenfél Eredmény | Ellenfél Eredmény | Ellenfél Eredmény | Ellenfél Eredmény | Ellenfél Eredmény | Ellenfél Eredmény | Ellenfél Eredmény | Helyezés |
| ------------------ | ----------- | -------------------------- | ----------------- | ----------------- | ----------------- | ----------------- | ----------------- | ----------------- | ----------------- | -------- |
| Eduard Soghomonyan | 130 kg      | Jakob Kadzsaja (GEO) · 0–8 | kiesett           | kiesett           | kiesett           | kiesett           | kiesett           | kiesett           | kiesett           | 16.      |

### Női
Szabadfogású
| Versenyző      | Versenyszám | Selejtező                          | Nyolcaddöntő                     | Negyeddöntő                        | Elődöntő          | Vigaszág első kör | Vigaszág elődöntő | Bronz- mérkőzés   | Döntő             | Helyezés |
| Versenyző      | Versenyszám | Ellenfél Eredmény                  | Ellenfél Eredmény                | Ellenfél Eredmény                  | Ellenfél Eredmény | Ellenfél Eredmény | Ellenfél Eredmény | Ellenfél Eredmény | Ellenfél Eredmény | Helyezés |
| -------------- | ----------- | ---------------------------------- | -------------------------------- | ---------------------------------- | ----------------- | ----------------- | ----------------- | ----------------- | ----------------- | -------- |
| Joice da Silva | 58 kg       | erőnyerő                           | Ajszuluu Tinibekova (KGZ) · 8–11 | kiesett                            | kiesett           | kiesett           | kiesett           | kiesett           | kiesett           | 17.      |
| Laís Nunes     | 63 kg       | Hafize Şahin (TUR) · 5–2 kétvállas | kiesett                          | kiesett                            | kiesett           | kiesett           | kiesett           | kiesett           | kiesett           | 15.      |
| Gilda Oliveira | 69 kg       | erőnyerő                           | Ilana Kratysh (ISR) · 6–2        | Enas Mostafa (EGY) · 1–5 kétvállas | kiesett           | kiesett           | kiesett           | kiesett           | kiesett           | 10.      |
| Aline Ferreira | 75 kg       | erőnyerő                           | Rio Watari (JPN) · 4–3           | Jekatyerina Bukina (RUS) · 3–4     | kiesett           | kiesett           | kiesett           | kiesett           | kiesett           | 9.       |

## Cselgáncs
Férfi
| Versenyző          | Versenyszám  | Selejtező         | 32-es főtábla                          | Nyolcaddöntő                             | Negyeddöntő                          | Elődöntő          | Vigaszág elődöntő                       | Bronz- mérkőzés                         | Döntő             | Helyezés |
| Versenyző          | Versenyszám  | Ellenfél Eredmény | Ellenfél Eredmény                      | Ellenfél Eredmény                        | Ellenfél Eredmény                    | Ellenfél Eredmény | Ellenfél Eredmény                       | Ellenfél Eredmény                       | Ellenfél Eredmény | Helyezés |
| ------------------ | ------------ | ----------------- | -------------------------------------- | ---------------------------------------- | ------------------------------------ | ----------------- | --------------------------------------- | --------------------------------------- | ----------------- | -------- |
| Felipe Kitadai     | Légsúly      | erőnyerő          | Walide Khyar (FRA) · 001(2)-000(1)     | Tobias Englmaier (GER) · 001(2)-000(1)   | Orkhan Safarov (AZE) · 000(0)–100(0) |                   | Diyorbek Urozboev (UZB) · 000(2)–100(1) | kiesett                                 |                   | 7.       |
| Charles Chibana    | Harmatsúly   | erőnyerő          | Ebinuma Maszasi (JPN) · 000(0)–101(0)  | kiesett                                  | kiesett                              | kiesett           |                                         |                                         |                   | 17.      |
| Alex William Silva | Könnyűsúly   | erőnyerő          | Sai Yinjirigala (CHN) · 000(0)–001(0)  | kiesett                                  | kiesett                              | kiesett           |                                         |                                         |                   | 17.      |
| Victor Penalber    | Váltósúly    | erőnyerő          | Marlon August (MOZ) · 100(0)-000(2)    | Sergiu Toma (UAE) · 001(0)–101(1)        | kiesett                              | kiesett           |                                         |                                         |                   | 9.       |
| Tiago Camilo       | Középsúly    | erőnyerő          | Zack Piontek (RSA) · 101(1)-000(1)     | Mammadali Mehdiyev (AZE) · 001(1)–011(3) | kiesett                              | kiesett           |                                         |                                         |                   | 9.       |
| Rafael Buzacarini  | Félnehézsúly | erőnyerő          | Pablo Aprahamian (URU) · 100(0)-000(2) | Haga Rjúnoszuke (JPN) · 000(1)–000(0)    | kiesett                              | kiesett           |                                         |                                         |                   | 9.       |
| Rafael Silva       | Nehézsúly    |                   | Ramón Pileta (HON) · 110(0)-000(1)     | Renat Saidov (RUS) · 100(1)-000(2)       | Teddy Riner (FRA) · 000(3)–010(1)    |                   | Roy Meyer (NED) · 000(1)-000(2)         | Abdullo Tangriyev (UZB) · 001(1)-000(2) |                   |          |

Női
| Versenyző      | Versenyszám  | Selejtező                             | Nyolcaddöntő                             | Negyeddöntő                          | Elődöntő                               | Vigaszág elődöntő                         | Bronz- mérkőzés                         | Döntő                                         | Helyezés |
| Versenyző      | Versenyszám  | Ellenfél Eredmény                     | Ellenfél Eredmény                        | Ellenfél Eredmény                    | Ellenfél Eredmény                      | Ellenfél Eredmény                         | Ellenfél Eredmény                       | Ellenfél Eredmény                             | Helyezés |
| -------------- | ------------ | ------------------------------------- | ---------------------------------------- | ------------------------------------ | -------------------------------------- | ----------------------------------------- | --------------------------------------- | --------------------------------------------- | -------- |
| Sarah Menezes  | Légsúly      | erőnyerő                              | Charline Van Snick (BEL) · 001(0)-000(0) | Dayaris Mestre (CUB) · 000(1)–000(0) |                                        | Mönhbatin Uranceceg (MGL) · 000(1)–100(1) | kiesett                                 |                                               | 7.       |
| Érika Miranda  | Harmatsúly   | erőnyerő                              | Hela Ayari (TUN) · 100(1)-000(1)         | Ma Yingnan (CHN) · 000(0)–010(1)     |                                        | Andreea Chiţu (ROU) · 100(1)-010(0)       | Nakamura Miszato (JPN) · 000(1)–001(1)  |                                               | 5.       |
| Rafaela Silva  | Könnyűsúly   | Miryam Roper (GER) · 100(0)-000(0)    | Kim Dzsandi (KOR) · 010(3)-000(2)        | Karakas Hedvig (HUN) · 010(3)-000(2) | Corina Căprioriu (ROU) · 010(1)-000(1) |                                           |                                         | Dordzsszürengín Szumija (MGL) · 010(2)-000(1) |          |
| Mariana Silva  | Váltósúly    | Szögedi Szandra (GHA) · 100(0)-000(0) | Martyna Trajdos (GER) · 000(1)-000(3)    | Yarden Gerbi (ISR) · 001(0)-000(0)   | Tina Trstenjak (SLO) · 000(0)–101(0)   |                                           | Anicka van Emden (NED) · 000(0)–001(1)  |                                               | 5.       |
| Maria Portela  | Középsúly    | Assmaa Niang (MAR) · 001(2)-000(2)    | Bernadette Graf (AUT) · 000(2)–000(1)    | kiesett                              | kiesett                                |                                           |                                         |                                               | 9.       |
| Mayra Aguiar   | Félnehézsúly | erőnyerő                              | Miranda Giambelli (AUS) · 100(0)-000(0)  | Luise Malzahn (GER) · 000(0)-000(1)  | Audrey Tcheuméo (FRA) · 000(2)–000(1)  |                                           | Yalennis Castillo (CUB) · 001(0)-000(1) |                                               |          |
| Maria Altheman | Nehézsúly    | erőnyerő                              | Kim Mindzsong (KOR) · 000(0)–001(0)      | kiesett                              | kiesett                                |                                           |                                         |                                               | 9.       |

## Evezés
Férfi
| Versenyző                     | Versenyszám              | Előfutam | Előfutam | Vigaszág | Vigaszág | Elődöntő | Elődöntő | Elődöntő | Döntő | Döntő   | Döntő | Helyezés |
| Versenyző                     | Versenyszám              | Idő      | Hely.    | Idő      | Hely.    | Típus    | Idő      | Hely.    | Típus | Idő     | Hely. | Helyezés |
| ----------------------------- | ------------------------ | -------- | -------- | -------- | -------- | -------- | -------- | -------- | ----- | ------- | ----- | -------- |
| Xavier Vela Willian Giaretton | Könnyűsúlyú kétpárevezős | 6:31,13  | 5.       | 7:13,60  | 5.       | C/D      | 7:27,34  | 1.       | C     | 6:44,80 | 2.    | 14.      |

Női
| Versenyző                       | Versenyszám              | Előfutam | Előfutam | Vigaszág | Vigaszág | Elődöntő | Elődöntő | Elődöntő | Döntő | Döntő   | Döntő | Helyezés |
| Versenyző                       | Versenyszám              | Idő      | Hely.    | Idő      | Hely.    | Típus    | Idő      | Hely.    | Típus | Idő     | Hely. | Helyezés |
| ------------------------------- | ------------------------ | -------- | -------- | -------- | -------- | -------- | -------- | -------- | ----- | ------- | ----- | -------- |
| Vanessa Cozzi Fernanda Ferreira | Könnyűsúlyú kétpárevezős | 6:20,79  | 3.       | 8:15,53  | 5.       | C/D      | 8:14,06  | 2.       | C     | 8:44,78 | 3.    | 15.      |

## Golf
| Versenyző         | Versenyszám  | 1. forduló | 1. forduló | 2. forduló | 2. forduló | 3. forduló | 3. forduló | 4. forduló | 4. forduló | Összesen | Összesen | Összesen |
| Versenyző         | Versenyszám  | Pont       | Par        | Pont       | Par        | Pont       | Par        | Pont       | Par        | Pontszám | Par      | Helyezés |
| ----------------- | ------------ | ---------- | ---------- | ---------- | ---------- | ---------- | ---------- | ---------- | ---------- | -------- | -------- | -------- |
| Adilson da Silva  | Férfi egyéni | 72         | +1         | 71         | 0          | 73         | +2         | 69         | −2         | 285      | +1       | 39.      |
| Victoria Lovelady | Női egyéni   | 79         | +8         | 75         | +4         | 76         | +5         | 70         | −1         | 300      | +16      | 53.      |
| Miriam Nagl       | Női egyéni   | 79         | +8         | 77         | +6         | 72         | +1         | 70         | −1         | 298      | +14      | 52.      |

## Gyeplabda

### Férfi
| Brazil férfi gyeplabdacsapat-játékoskeret | Brazil férfi gyeplabdacsapat-játékoskeret |
| --- | --- |
| - Paulo Batista Junior - Thiago Bomfim - Matheus Borges - Rodrigo Faustino - Patrick van der Heijden - Yuri van der Heijden - Adam Imer - Joaquín Lopez | - Bruno Mendonça - Christopher McPherson - Bruno Paes - Lucas Paixão - André Patrocínio (C) - Ernst Rost-Onnes - Rodrigo Steimbach - Stephane Vehrle-Smith |

#### Eredmények
Csoportkör
A csoport
| Csapat               | M | Gy | D | V | G+ | G– | Gk  | P  |
| -------------------- | - | -- | - | - | -- | -- | --- | -- |
| Belgium (BEL)        | 5 | 4  | 0 | 1 | 21 | 5  | +16 | 12 |
| Spanyolország (ESP)  | 5 | 3  | 1 | 1 | 13 | 6  | +7  | 10 |
| Ausztrália (AUS)     | 5 | 3  | 0 | 2 | 13 | 4  | +9  | 9  |
| Új-Zéland (NZL)      | 5 | 2  | 1 | 2 | 17 | 8  | +9  | 7  |
| Nagy-Britannia (GBR) | 5 | 1  | 2 | 2 | 14 | 10 | +4  | 5  |
| Brazília (BRA)       | 5 | 0  | 0 | 5 | 1  | 46 | –45 | 0  |

| 2016. augusztus 6. 19:30 (00:30) | Spanyolország (ESP)                                                    | 7–0         | Brazília (BRA) | Játékvezetők: Marcin Grochal (POL) Chen Dekang (CHN) |
| 2016. augusztus 6. 19:30 (00:30) | Lleonart 16', 42' · Oliva 35' · Romeu 35', 52' · Ruiz 45' · Alegre 55' | Jegyzőkönyv |                | Játékvezetők: Marcin Grochal (POL) Chen Dekang (CHN) |

| 2016. augusztus 7. 19:30 (00:30) | Brazília (BRA) | 0–12        | Belgium (BEL) | Játékvezetők: Germán Montes de Oca (ARG) Javed Shaikh (IND) |
| 2016. augusztus 7. 19:30 (00:30) |                | Jegyzőkönyv | Van Aubel 12' · Van Doren 14', 54' · Cosyns 18', 53' · Denayer 25' · Truyens 28' · Boccard 33' · Briels 33' · Dockier 41' · Charlier 48' · Dohmen 51' | Játékvezetők: Germán Montes de Oca (ARG) Javed Shaikh (IND) |

| 2016. augusztus 9. 18:00 (23:00) | Brazília (BRA) | 1–9         | Nagy-Britannia (GBR)                                                                          | Játékvezetők: Chen Dekang (CHN) Coen van Bunge (NED) |
| 2016. augusztus 9. 18:00 (23:00) | Smith 4'       | Jegyzőkönyv | Dixon 9' · Middleton 12', 54' · Jackson 27', 57' · Martin 37' · Ward 47', 59' · Gleghorne 56' | Játékvezetők: Chen Dekang (CHN) Coen van Bunge (NED) |

| 2016. augusztus 10. 19:30 (00:30) | Új-Zéland (NZL)                                                                          | 9–0         | Brazília (BRA) | Játékvezetők: Javed Shaikh (IND) Coen van Bunge (NED) |
| 2016. augusztus 10. 19:30 (00:30) | Wilson 15', 19', 34', 41' · Shay 21' · Child 26' · Russell 30' · Jenness 45' · Woods 58' | Jegyzőkönyv |                | Játékvezetők: Javed Shaikh (IND) Coen van Bunge (NED) |

| 2016. augusztus 12. 20:30 (01:30) | Ausztrália (AUS)                                                                | 9–0         | Brazília (BRA) | Játékvezetők: Javed Shaikh (IND) Lim Hong Zhen (SIN) |
| 2016. augusztus 12. 20:30 (01:30) | Dwyer 7', 9' · Gohdes 11' · Turner 20', 24', 27' · Dawson 35' · Govers 45', 59' | Jegyzőkönyv |                | Játékvezetők: Javed Shaikh (IND) Lim Hong Zhen (SIN) |

| Csapat         | Helyezés |
| -------------- | -------- |
| Brazília (BRA) | 12.      |

## Íjászat
Férfi
| Versenyző                                                 | Versenyszám | Selejtező | Selejtező | 64-es főtábla                               | 32-es főtábla                 | Nyolcaddöntő                                                                                           | Negyeddöntő       | Elődöntő          | Döntő             | Helyezés |
| Versenyző                                                 | Versenyszám | Pont      | Kiemelés  | Ellenfél Eredmény                           | Ellenfél Eredmény             | Ellenfél Eredmény                                                                                      | Ellenfél Eredmény | Ellenfél Eredmény | Ellenfél Eredmény | Helyezés |
| --------------------------------------------------------- | ----------- | --------- | --------- | ------------------------------------------- | ----------------------------- | --- | ----------------- | ----------------- | ----------------- | -------- |
| Marcus Vinicius D'Almeida                                 | Egyéni      | 658       | 34.       | Jake Kaminski (USA)(31.) · 2-6              | kiesett                       | kiesett                                                                                                | kiesett           | kiesett           | kiesett           | 33.      |
| Bernardo Oliveira                                         | Egyéni      | 651       | 45.       | Alec Potts (AUS)(20.) · 6-4                 | Ricardo Soto (CHI)(13.) · 1-7 | kiesett                                                                                                | kiesett           | kiesett           | kiesett           | 17.      |
| Daniel Xavier                                             | Egyéni      | 639       | 53.       | I Szungjun (Lee Seung-yun) (KOR)(12.) · 2-6 | kiesett                       | kiesett                                                                                                | kiesett           | kiesett           | kiesett           | 33.      |
| Marcus Vinicius D'Almeida Bernardo Oliveira Daniel Xavier | Csapat      | 1948      | 11.       |                                             |                               | Kína (CHN) · Ku Hszüe-szung (Gu Xuesong) · Vang Ta-peng (Wang Dapeng) · Hszing Jü (Xing Yu) (6.) · 2–6 | kiesett           | kiesett           | kiesett           | 9.       |

Női
| Versenyző                                            | Versenyszám | Selejtező | Selejtező | 64-es főtábla                             | 32-es főtábla                 | Nyolcaddöntő                                                                       | Negyeddöntő       | Elődöntő          | Döntő             | Helyezés |
| Versenyző                                            | Versenyszám | Pont      | Kiemelés  | Ellenfél Eredmény                         | Ellenfél Eredmény             | Ellenfél Eredmény                                                                  | Ellenfél Eredmény | Ellenfél Eredmény | Ellenfél Eredmény | Helyezés |
| ---------------------------------------------------- | ----------- | --------- | --------- | ----------------------------------------- | ----------------------------- | ---------------------------------------------------------------------------------- | ----------------- | ----------------- | ----------------- | -------- |
| Marina Canetta                                       | Egyéni      | 599       | 54.       | Csi Jü-hung (Qi Yuhong) (CHN)(11.) · 1-7  | kiesett                       | kiesett                                                                            | kiesett           | kiesett           | kiesett           | 33.      |
| Sarah Nikitin                                        | Egyéni      | 609       | 50.       | Kang Undzsu (Kang Un-ju) (PRK)(15.) · 0-6 | kiesett                       | kiesett                                                                            | kiesett           | kiesett           | kiesett           | 33.      |
| Ane Marcelle dos Santos                              | Egyéni      | 637       | 26.       | Nagamine Szaori (JPN)(39.) · 7-3          | Alice Ingley (AUS)(58.) · 6-0 | Naomi Folkard (GBR)(23.) · 2-6                                                     | kiesett           | kiesett           | kiesett           | 9.       |
| Marina Canetta Sarah Nikitin Ane Marcelle dos Santos | Csapat      | 1845      | 11.       |                                           |                               | Olaszország (ITA) · Lucilla Boari · Claudia Mandia · Guendalina Sartori (6.) · 0–6 | kiesett           | kiesett           | kiesett           | 9.       |

## Kajak-kenu

### Gyorsasági
Férfi
| Versenyző                                                  | Versenyszám         | Előfutam | Előfutam | Előfutam | Elődöntő | Elődöntő | Elődöntő | Döntő   | Döntő    | Döntő    | Helyezés |
| Versenyző                                                  | Versenyszám         | Idő      | Hely.    | Össz.    | Idő      | Hely.    | Össz.    | Típus   | Idő      | Helyezés | Helyezés |
| ---------------------------------------------------------- | ------------------- | -------- | -------- | -------- | -------- | -------- | -------- | ------- | -------- | -------- | -------- |
| Edson Silva                                                | Kajak egyes 200 m   | 35,665   | 7.       | 20.      | kiesett  | kiesett  | kiesett  | kiesett | kiesett  | kiesett  | 20.      |
| Gilvan Ribeiro Edson Silva                                 | Kajak kettes 200 m  | 33,021   | 5.       | 9.       | 33,359   | 4.       | 7.       | B       | 33,992   | 2.       | 10.      |
| Roberto Maehler Vagner Souta Celso Oliveira Gilvan Ribeiro | Kajak négyes 1000 m | 3:04,804 | 6.       | 11.      | 3:09,220 | 6.       | 12.      | B       | 3:13,337 | 5.       | 13.      |
| Isaquias Queiroz                                           | Kenu egyes 200 m    | 40,522   | 2.       | 8.       | 39,659   | 1.       | 1.       | A       | 39,628   | 3.       |          |
| Isaquias Queiroz                                           | Kenu egyes 1000 m   | 3:59,615 | 1.       | 2.       | erőnyerő | erőnyerő | erőnyerő | A       | 3:58,529 | 2.       |          |
| Erlon Silva Isaquias Queiroz                               | Kenu kettes 1000 m  | 3:33,269 | 1.       | 1.       | erőnyerő | erőnyerő | erőnyerő | A       | 3:44,819 | 2.       |          |

Női
| Versenyző         | Versenyszám       | Előfutam | Előfutam | Előfutam | Elődöntő | Elődöntő | Elődöntő | Döntő   | Döntő   | Döntő    | Helyezés |
| Versenyző         | Versenyszám       | Idő      | Hely.    | Össz.    | Idő      | Hely.    | Össz.    | Típus   | Idő     | Helyezés | Helyezés |
| ----------------- | ----------------- | -------- | -------- | -------- | -------- | -------- | -------- | ------- | ------- | -------- | -------- |
| Ana Paula Vergutz | Kajak egyes 200 m | 44,239   | 6.       | 25.      | 44,362   | 8.       | 23.      | kiesett | kiesett | kiesett  | 23.      |
| Ana Paula Vergutz | Kajak egyes 500 m | 2:00,680 | 6.       | 23.      | kiesett  | kiesett  | kiesett  | kiesett | kiesett | kiesett  | 23.      |

### Szlalom
Férfi
| Versenyző                        | Versenyszám | Selejtező | Selejtező | Selejtező | Selejtező | Selejtező     | Selejtező     | Elődöntő | Elődöntő | Döntő   | Döntő    |
| Versenyző                        | Versenyszám | 1. futam  | 1. futam  | 2. futam  | 2. futam  | Jobb eredmény | Jobb eredmény | Elődöntő | Elődöntő | Döntő   | Döntő    |
| Versenyző                        | Versenyszám | Pont      | Hely.     | Pont      | Hely.     | Pont          | Hely.         | Pont     | Hely.    | Pont    | Helyezés |
| -------------------------------- | ----------- | --------- | --------- | --------- | --------- | ------------- | ------------- | -------- | -------- | ------- | -------- |
| Pedro da Silva                   | Kajak egyes | 88,48     | 2.        | 90,61     | 7.        | 88,48         | 5.            | 95,68    | 10.      | 91,54   | 6.       |
| Felipe Borges                    | Kenu egyes  | 122,30    | 19.       | 105,14    | 14.       | 105,14        | 16.           | kiesett  | kiesett  | kiesett | kiesett  |
| Charles Corrêa Anderson Oliveira | Kenu kettes | 107,71    | 7.        | 106,14    | 4.        | 106,14        | 7.            | 116,49   | 11.      | kiesett | kiesett  |

Női
| Versenyző  | Versenyszám | Selejtező | Selejtező | Selejtező | Selejtező | Selejtező     | Selejtező     | Elődöntő | Elődöntő | Döntő   | Döntő    |
| Versenyző  | Versenyszám | 1. futam  | 1. futam  | 2. futam  | 2. futam  | Jobb eredmény | Jobb eredmény | Elődöntő | Elődöntő | Döntő   | Döntő    |
| Versenyző  | Versenyszám | Pont      | Hely.     | Pont      | Hely.     | Pont          | Hely.         | Pont     | Hely.    | Pont    | Helyezés |
| ---------- | ----------- | --------- | --------- | --------- | --------- | ------------- | ------------- | -------- | -------- | ------- | -------- |
| Ana Sátila | Kajak egyes | 110,80    | 12.       | 149,12    | 17.       | 110,80        | 17.           | kiesett  | kiesett  | kiesett | kiesett  |

## Kerékpározás

### BMX
| Versenyző          | Versenyszám | Selejtező | Selejtező | Negyeddöntő | Negyeddöntő | Elődöntő | Elődöntő | Döntő   | Döntő    | Helyezés |
| Versenyző          | Versenyszám | Idő       | Helyezés  | Pont        | Helyezés    | Pont     | Helyezés | Idő     | Helyezés | Helyezés |
| ------------------ | ----------- | --------- | --------- | ----------- | ----------- | -------- | -------- | ------- | -------- | -------- |
| Renato Rezende     | Férfi       | 35,404    | 16.       | 19          | 8.          | kiesett  | kiesett  | kiesett | kiesett  | 29.      |
| Priscilla Carnaval | Női         | 37,534    | 15.       |             |             | 22       | 8.       | kiesett | kiesett  | 16.      |

### Hegyi-kerékpározás
| Versenyző         | Versenyszám        | Idő     | Helyezés |
| ----------------- | ------------------ | ------- | -------- |
| Henrique Avancini | Férfi terepverseny | 1:41:18 | 23.      |
| Rubens Donizete   | Férfi terepverseny | 1:44:01 | 30.      |
| Raiza Goulão      | Női terepverseny   | 1:39:21 | 20.      |

### Országúti kerékpározás
Férfi
| Versenyző      | Versenyszám   | Idő             | Helyezés        |
| -------------- | ------------- | --------------- | --------------- |
| Murilo Fischer | Mezőnyverseny | limitidőn kívül | limitidőn kívül |
| Kléber Ramos   | Mezőnyverseny | nem ért célba   | nem ért célba   |

Női
| Versenyző       | Versenyszám   | Idő             | Helyezés        |
| --------------- | ------------- | --------------- | --------------- |
| Flávia Oliveira | Mezőnyverseny | 3:51:47 (+0:20) | 7.              |
| Clemilda Silva  | Mezőnyverseny | limitidőn kívül | limitidőn kívül |

### Pálya-kerékpározás
Omnium
| Versenyző        | Versenyszám | 15 km-es scratch | 15 km-es scratch | 4 km-es egyéni üldözőverseny | 4 km-es egyéni üldözőverseny | 4 km-es egyéni üldözőverseny | Kieséses verseny | Kieséses verseny | 1000 m-es időfutam | 1000 m-es időfutam | 1000 m-es időfutam | 250 méter repülő rajt | 250 méter repülő rajt | 250 méter repülő rajt | 30 km-es pontverseny | 30 km-es pontverseny | Összesítés | Összesítés |
| Versenyző        | Versenyszám | Pont             | Hely.            | Idő                          | Pont                         | Hely.                        | Pont             | Hely.            | Idő                | Pont               | Hely.              | Idő                   | Pont                  | Hely.                 | Pont                 | Hely.                | Pont       | Helyezés   |
| ---------------- | ----------- | ---------------- | ---------------- | ---------------------------- | ---------------------------- | ---------------------------- | ---------------- | ---------------- | ------------------ | ------------------ | ------------------ | --------------------- | --------------------- | --------------------- | -------------------- | -------------------- | ---------- | ---------- |
| Gideoni Monteiro | Férfi       | 14               | 14.              | 4:25,808                     | 24                           | 9.                           | 30               | 6.               | 1:05,505           | 10                 | 16.                | 13,569                | 12                    | 15.                   | 4                    | 9.                   | 94         | 13.        |

## Kézilabda

### Férfi
| Brazil férfi kézilabdacsapat-játékoskeret                                                                                | Brazil férfi kézilabdacsapat-játékoskeret                                                                              |
| --- | --- |
| - César Almeida - Fábio Chiuffa - Lucas Cândido - Thiagus dos Santos - Oswaldo Guimarães - Diogo Hubner - Haniel Langaro | - Alexandro Pozzer - Leonardo Santos - Maik Santos - João Pedro Silva - André Soares - Henrique Teixeira - José Toledo |

#### Eredmények
Csoportkör
B csoport
| Hely. | Csapat              | M | Gy | D | V | G+  | G–  | Gk  | P | Továbbjutás |
| ----- | ------------------- | - | -- | - | - | --- | --- | --- | - | ----------- |
| 1.    | Németország (GER)   | 5 | 4  | 0 | 1 | 153 | 141 | +12 | 8 | Negyeddöntő |
| 2.    | Szlovénia (SLO)     | 5 | 4  | 0 | 1 | 137 | 126 | +11 | 8 | Negyeddöntő |
| 3.    | Brazília (BRA) (R)  | 5 | 2  | 1 | 2 | 141 | 150 | −9  | 5 | Negyeddöntő |
| 4.    | Lengyelország (POL) | 5 | 2  | 0 | 3 | 139 | 140 | −1  | 4 | Negyeddöntő |
| 5.    | Egyiptom (EGY)      | 5 | 1  | 1 | 3 | 129 | 143 | −14 | 3 |             |
| 6.    | Svédország (SWE)    | 5 | 1  | 0 | 4 | 132 | 131 | +1  | 2 |             |

| 2016. augusztus 7. 16:40 (21:40) | Lengyelország (POL) | 32–34       | Brazília (BRA) | Future Arena, Rio de Janeiro Játékvezetők: Nachevski, Nikolov (MKD) |
| 2016. augusztus 7. 16:40 (21:40) | Daszek 8            | (13–16)     | Toledo 7       | Future Arena, Rio de Janeiro Játékvezetők: Nachevski, Nikolov (MKD) |
| 2016. augusztus 7. 16:40 (21:40) | 5× 4×               | Jegyzőkönyv | 6× 3×          | Future Arena, Rio de Janeiro Játékvezetők: Nachevski, Nikolov (MKD) |

| 2016. augusztus 9. 16:40 (21:40) | Brazília (BRA) | 28–31       | Szlovénia (SLO) | Future Arena, Rio de Janeiro Játékvezetők: Gjeding, Hansen (DEN) |
| 2016. augusztus 9. 16:40 (21:40) | Chiuffa 8      | (13–16)     | Janc 6          | Future Arena, Rio de Janeiro Játékvezetők: Gjeding, Hansen (DEN) |
| 2016. augusztus 9. 16:40 (21:40) | 6× 2×          | Jegyzőkönyv | 13× 2×          | Future Arena, Rio de Janeiro Játékvezetők: Gjeding, Hansen (DEN) |

| 2016. augusztus 11. 16:40 (21:40) | Brazília (BRA) | 33–30       | Németország (GER)   | Future Arena, Rio de Janeiro Játékvezetők: Horáček, Novotný (CZE) |
| 2016. augusztus 11. 16:40 (21:40) | Chiuffa 8      | (17–16)     | Häfner, Reichmann 6 | Future Arena, Rio de Janeiro Játékvezetők: Horáček, Novotný (CZE) |
| 2016. augusztus 11. 16:40 (21:40) | 4× 2× 1×       | Jegyzőkönyv | 5× 4× 1×            | Future Arena, Rio de Janeiro Játékvezetők: Horáček, Novotný (CZE) |

| 2016. augusztus 13. 16:40 (21:40) | Egyiptom (EGY) | 27–27       | Brazília (BRA) | Future Arena, Rio de Janeiro Játékvezetők: Lah, Sok (SLO) |
| 2016. augusztus 13. 16:40 (21:40) | el-Ahmar 9     | (15–13)     | négy játékos 4 | Future Arena, Rio de Janeiro Játékvezetők: Lah, Sok (SLO) |
| 2016. augusztus 13. 16:40 (21:40) | 7× 3×          | Jegyzőkönyv | 2× 4×          | Future Arena, Rio de Janeiro Játékvezetők: Lah, Sok (SLO) |

| 2016. augusztus 15. 14:40 (19:40) | Svédország (SWE) | 30–19       | Brazília (BRA) | Future Arena, Rio de Janeiro Játékvezetők: Santos, Fonseca (POR) |
| 2016. augusztus 15. 14:40 (19:40) | Stenmalm 6       | (16–10)     | Toledo 4       | Future Arena, Rio de Janeiro Játékvezetők: Santos, Fonseca (POR) |
| 2016. augusztus 15. 14:40 (19:40) | 4× 4×            | Jegyzőkönyv | 3× 2×          | Future Arena, Rio de Janeiro Játékvezetők: Santos, Fonseca (POR) |

Negyeddöntő
| 2016. augusztus 17. 10:00 (15:00) | Brazília (BRA) | 27–34       | Franciaország (FRA) | Future Arena, Rio de Janeiro Játékvezetők: Horáček, Novotný (CZE) |
| 2016. augusztus 17. 10:00 (15:00) | Pozzer 8       | (16–16)     | Guigou 8            | Future Arena, Rio de Janeiro Játékvezetők: Horáček, Novotný (CZE) |
| 2016. augusztus 17. 10:00 (15:00) | 4× 3×          | Jegyzőkönyv | 3× 2×               | Future Arena, Rio de Janeiro Játékvezetők: Horáček, Novotný (CZE) |

| Csapat         | Helyezés |
| -------------- | -------- |
| Brazília (BRA) | 7.       |

### Női
| Brazil női kézilabdacsapat-játékoskeret | Brazil női kézilabdacsapat-játékoskeret                                                                                   |
| --- | --- |
| - Eduarda Amorim - Bárbara Arenhart - Deonise Cavaleiro - Francielle da Rocha - Fernanda da Silva - Fabiana Diniz - Alexandra do Nascimento | - Tamires Morena Lima - Mayara Moura - Mayssa Pessoa - Daniela Piedade - Jéssica Quintino - Samira Rocha - Ana Paula Belo |

#### Eredmények
Csoportkör
A csoport
| Hely. | Csapat              | M | Gy | D | V | G+  | G–  | Gk  | P | Továbbjutás |
| ----- | ------------------- | - | -- | - | - | --- | --- | --- | - | ----------- |
| 1.    | Brazília (BRA) (R)  | 5 | 4  | 0 | 1 | 138 | 117 | +21 | 8 | Negyeddöntő |
| 2.    | Norvégia (NOR)      | 5 | 4  | 0 | 1 | 141 | 121 | +20 | 8 | Negyeddöntő |
| 3.    | Spanyolország (ESP) | 5 | 3  | 0 | 2 | 125 | 116 | +9  | 6 | Negyeddöntő |
| 4.    | Angola (ANG)        | 5 | 2  | 0 | 3 | 116 | 128 | −12 | 4 | Negyeddöntő |
| 5.    | Románia (ROU)       | 5 | 2  | 0 | 3 | 108 | 119 | −11 | 4 |             |
| 6.    | Montenegró (MNE)    | 5 | 0  | 0 | 5 | 107 | 134 | −27 | 0 |             |

| 2016. augusztus 6. 9:30 (14:30) | Norvégia (NOR) | 28–31       | Brazília (BRA) | Future Arena, Rio de Janeiro Játékvezetők: Horáček, Novotný (CZE) |
| 2016. augusztus 6. 9:30 (14:30) | Mørk 12        | (16–17)     | Belo 12        | Future Arena, Rio de Janeiro Játékvezetők: Horáček, Novotný (CZE) |
| 2016. augusztus 6. 9:30 (14:30) | 2× 2×          | Jegyzőkönyv | 8× 2× 1×       | Future Arena, Rio de Janeiro Játékvezetők: Horáček, Novotný (CZE) |

| 2016. augusztus 8. 16:40 (21:40) | Brazília (BRA) | 26–13       | Románia (ROU) | Future Arena, Rio de Janeiro Játékvezetők: Bonaventura, Bonaventura (FRA) |
| 2016. augusztus 8. 16:40 (21:40) | Belo 8         | (14–9)      | Neagu 6       | Future Arena, Rio de Janeiro Játékvezetők: Bonaventura, Bonaventura (FRA) |
| 2016. augusztus 8. 16:40 (21:40) | 2× 2× 1×       | Jegyzőkönyv | 4× 2×         | Future Arena, Rio de Janeiro Játékvezetők: Bonaventura, Bonaventura (FRA) |

| 2016. augusztus 10. 09:30 (14:30) | Brazília (BRA) | 24–29       | Spanyolország (ESP) | Future Arena, Rio de Janeiro Játékvezetők: Koo, Lee (KOR) |
| 2016. augusztus 10. 09:30 (14:30) | da Silva 7     | (12–15)     | Pena 8              | Future Arena, Rio de Janeiro Játékvezetők: Koo, Lee (KOR) |
| 2016. augusztus 10. 09:30 (14:30) | 5× 3×          | Jegyzőkönyv | 8× 4×               | Future Arena, Rio de Janeiro Játékvezetők: Koo, Lee (KOR) |

| 2016. augusztus 12. 09:30 (14:30) | Angola (ANG) | 24–28       | Brazília (BRA) | Future Arena, Rio de Janeiro Játékvezetők: Arntsen, Røen (NOR) |
| 2016. augusztus 12. 09:30 (14:30) | Bernardo 8   | (13–13)     | Belo 7         | Future Arena, Rio de Janeiro Játékvezetők: Arntsen, Røen (NOR) |
| 2016. augusztus 12. 09:30 (14:30) | 5× 2×        | Jegyzőkönyv | 4× 4×          | Future Arena, Rio de Janeiro Játékvezetők: Arntsen, Røen (NOR) |

| 2016. augusztus 14. 09:30 (14:30) | Montenegró (MNE) | 23–29       | Brazília (BRA) | Future Arena, Rio de Janeiro Játékvezetők: Mousaviyan, Kolahdouzan (IRI) |
| 2016. augusztus 14. 09:30 (14:30) | Pavićević 6      | (10–12)     | Belo 6         | Future Arena, Rio de Janeiro Játékvezetők: Mousaviyan, Kolahdouzan (IRI) |
| 2016. augusztus 14. 09:30 (14:30) | 5× 4×            | Jegyzőkönyv | 3× 3×          | Future Arena, Rio de Janeiro Játékvezetők: Mousaviyan, Kolahdouzan (IRI) |

Negyeddöntő
| 2016. augusztus 16. 10:00 (15:00) | Brazília (BRA) | 23–32       | Hollandia (NED) | Future Arena, Rio de Janeiro Játékvezetők: Arntsen, Røen (NOR) |
| 2016. augusztus 16. 10:00 (15:00) | da Silva 7     | (11–12)     | Polman 7        | Future Arena, Rio de Janeiro Játékvezetők: Arntsen, Røen (NOR) |
| 2016. augusztus 16. 10:00 (15:00) | 6× 4×          | Jegyzőkönyv | 2× 3×           | Future Arena, Rio de Janeiro Játékvezetők: Arntsen, Røen (NOR) |

| Csapat         | Helyezés |
| -------------- | -------- |
| Brazília (BRA) | 5.       |

## Kosárlabda

### Férfi
| Brazil férfi kosárlabdacsapat-játékoskeret                                                                      | Brazil férfi kosárlabdacsapat-játékoskeret                                          |
| --- | ----------------------------------------------------------------------------------- |
| - Leandro Barbosa - Vítor Benite - Cristiano Felício - Alex Garcia - Guilherme Giovannoni - Rafael Hettsheimeir | - Marcelinho Huertas - Augusto Lima - Rafa Luz - Marquinhos - Nenê - Raulzinho Neto |

#### Eredmények
Csoportkör
B csoport
| Hely. | Csapat        | M | Gy | V | P+  | P–  | Pk  | P |
| ----- | ------------- | - | -- | - | --- | --- | --- | - |
| 1.    | Horvátország  | 5 | 3  | 2 | 400 | 407 | −7  | 8 |
| 2.    | Spanyolország | 5 | 3  | 2 | 432 | 357 | +75 | 8 |
| 3.    | Litvánia      | 5 | 3  | 2 | 392 | 428 | −36 | 8 |
| 4.    | Argentína     | 5 | 3  | 2 | 441 | 428 | +13 | 8 |
| 5.    | Brazília      | 5 | 2  | 3 | 411 | 407 | +4  | 7 |
| 6.    | Nigéria       | 5 | 1  | 4 | 392 | 441 | −49 | 6 |

| 2016. augusztus 7. 14:15 (19:15) | Brazília (BRA)                           | 76–82     | Litvánia     | Carioca Arena 1, Rio de Janeiro Nézőszám: 7990 Játékvezetők: Eddie Viator (FRA), Steve Anderson (USA), José Reyes (MEX) |
| 2016. augusztus 7. 14:15 (19:15) | (17–27, 12–31, 23–12, 24–12) Jegyzőkönyv |           |              | Carioca Arena 1, Rio de Janeiro Nézőszám: 7990 Játékvezetők: Eddie Viator (FRA), Steve Anderson (USA), José Reyes (MEX) |
| 2016. augusztus 7. 14:15 (19:15) | Barbosa 21                               | Pont      | Kalnietis 16 | Carioca Arena 1, Rio de Janeiro Nézőszám: 7990 Játékvezetők: Eddie Viator (FRA), Steve Anderson (USA), José Reyes (MEX) |
| 2016. augusztus 7. 14:15 (19:15) | Nenê 8                                   | Lepattanó | Jankūnas 7   | Carioca Arena 1, Rio de Janeiro Nézőszám: 7990 Játékvezetők: Eddie Viator (FRA), Steve Anderson (USA), José Reyes (MEX) |
| 2016. augusztus 7. 14:15 (19:15) | Huertas 3                                | Gólpassz  | Kalnietis 8  | Carioca Arena 1, Rio de Janeiro Nézőszám: 7990 Játékvezetők: Eddie Viator (FRA), Steve Anderson (USA), José Reyes (MEX) |

| 2016. augusztus 9. 14:15 (19:15) | Spanyolország (ESP)                      | 65–66     | Brazília   | Carioca Arena 1, Rio de Janeiro Nézőszám: 10761 Játékvezetők: Ilija Belošević (SRB), Roberto Vázquez (PUR), Damir Javor (SLO) |
| 2016. augusztus 9. 14:15 (19:15) | (13–18, 18–16, 14–19, 20–13) Jegyzőkönyv |           |            | Carioca Arena 1, Rio de Janeiro Nézőszám: 10761 Játékvezetők: Ilija Belošević (SRB), Roberto Vázquez (PUR), Damir Javor (SLO) |
| 2016. augusztus 9. 14:15 (19:15) | Gasol 13                                 | Pont      | Huertas 11 | Carioca Arena 1, Rio de Janeiro Nézőszám: 10761 Játékvezetők: Ilija Belošević (SRB), Roberto Vázquez (PUR), Damir Javor (SLO) |
| 2016. augusztus 9. 14:15 (19:15) | Gasol 10                                 | Lepattanó | Lima 10    | Carioca Arena 1, Rio de Janeiro Nézőszám: 10761 Játékvezetők: Ilija Belošević (SRB), Roberto Vázquez (PUR), Damir Javor (SLO) |
| 2016. augusztus 9. 14:15 (19:15) | Rodríguez 5                              | Gólpassz  | Huertas 7  | Carioca Arena 1, Rio de Janeiro Nézőszám: 10761 Játékvezetők: Ilija Belošević (SRB), Roberto Vázquez (PUR), Damir Javor (SLO) |

| 2016. augusztus 11. 14:15 (19:15) | Brazília (BRA)                           | 76–80     | Horvátország  | Carioca Arena 1, Rio de Janeiro Nézőszám: 10 756 Játékvezetők: Borys Ryzhyk (UKR), Roberto Vázquez (PUR), Oļegs Latiševs (LAT) |
| 2016. augusztus 11. 14:15 (19:15) | (17–19, 14–22, 19–18, 26–21) Jegyzőkönyv |           |               | Carioca Arena 1, Rio de Janeiro Nézőszám: 10 756 Játékvezetők: Borys Ryzhyk (UKR), Roberto Vázquez (PUR), Oļegs Latiševs (LAT) |
| 2016. augusztus 11. 14:15 (19:15) | Barbosa 16                               | Pont      | Bogdanović 33 | Carioca Arena 1, Rio de Janeiro Nézőszám: 10 756 Játékvezetők: Borys Ryzhyk (UKR), Roberto Vázquez (PUR), Oļegs Latiševs (LAT) |
| 2016. augusztus 11. 14:15 (19:15) | Lima 6                                   | Lepattanó | Šarić 7       | Carioca Arena 1, Rio de Janeiro Nézőszám: 10 756 Játékvezetők: Borys Ryzhyk (UKR), Roberto Vázquez (PUR), Oļegs Latiševs (LAT) |
| 2016. augusztus 11. 14:15 (19:15) | Huertas 9                                | Gólpassz  | Ukić 4        | Carioca Arena 1, Rio de Janeiro Nézőszám: 10 756 Játékvezetők: Borys Ryzhyk (UKR), Roberto Vázquez (PUR), Oļegs Latiševs (LAT) |

| 2016. augusztus 13. 14:15 (19:15) | Argentína (ARG)                                             | 111–107   | Brazília | Carioca Arena 1, Rio de Janeiro Nézőszám: 11 701 Játékvezetők: Christos Christodoulou (GRE), Stephen Seibel (CAN), José Reyes (MEX) |
| 2016. augusztus 13. 14:15 (19:15) | (28–19, 16–33, 23–20, 18–13, OT = 10–10, 16–12) Jegyzőkönyv |           |          | Carioca Arena 1, Rio de Janeiro Nézőszám: 11 701 Játékvezetők: Christos Christodoulou (GRE), Stephen Seibel (CAN), José Reyes (MEX) |
| 2016. augusztus 13. 14:15 (19:15) | Nocioni 37                                                  | Pont      | Nenê 24  | Carioca Arena 1, Rio de Janeiro Nézőszám: 11 701 Játékvezetők: Christos Christodoulou (GRE), Stephen Seibel (CAN), José Reyes (MEX) |
| 2016. augusztus 13. 14:15 (19:15) | Nocioni 11                                                  | Lepattanó | Nenê 10  | Carioca Arena 1, Rio de Janeiro Nézőszám: 11 701 Játékvezetők: Christos Christodoulou (GRE), Stephen Seibel (CAN), José Reyes (MEX) |
| 2016. augusztus 13. 14:15 (19:15) | Campazzo 11                                                 | Gólpassz  | Neto 4   | Carioca Arena 1, Rio de Janeiro Nézőszám: 11 701 Játékvezetők: Christos Christodoulou (GRE), Stephen Seibel (CAN), José Reyes (MEX) |

| 2016. augusztus 15. 14:15 (19:15) | Nigéria (NGR)                            | 69–86     | Brazília   | Carioca Arena 1, Rio de Janeiro Nézőszám: 11 173 Játékvezetők: Ilija Belošević (SRB), Ferdinand Pascual (PHI), Robert Lottermoser (GER) |
| 2016. augusztus 15. 14:15 (19:15) | (16–15, 15–27, 21–17, 17–27) Jegyzőkönyv |           |            | Carioca Arena 1, Rio de Janeiro Nézőszám: 11 173 Játékvezetők: Ilija Belošević (SRB), Ferdinand Pascual (PHI), Robert Lottermoser (GER) |
| 2016. augusztus 15. 14:15 (19:15) | Akognon 16                               | Pont      | Nenê 19    | Carioca Arena 1, Rio de Janeiro Nézőszám: 11 173 Játékvezetők: Ilija Belošević (SRB), Ferdinand Pascual (PHI), Robert Lottermoser (GER) |
| 2016. augusztus 15. 14:15 (19:15) | Aminu 7                                  | Lepattanó | Nenê 7     | Carioca Arena 1, Rio de Janeiro Nézőszám: 11 173 Játékvezetők: Ilija Belošević (SRB), Ferdinand Pascual (PHI), Robert Lottermoser (GER) |
| 2016. augusztus 15. 14:15 (19:15) | négy játékos 2                           | Gólpassz  | Huertas 11 | Carioca Arena 1, Rio de Janeiro Nézőszám: 11 173 Játékvezetők: Ilija Belošević (SRB), Ferdinand Pascual (PHI), Robert Lottermoser (GER) |

| Csapat         | Helyezés |
| -------------- | -------- |
| Brazília (BRA) | 9.       |

### Női
| Brazil női kosárlabdacsapat-játékoskeret                                                                     | Brazil női kosárlabdacsapat-játékoskeret                                                                   |
| --- | --- |
| - Nádia Colhado - Damiris Dantas - Palmira Marçal - Izi Castro Marques - Tainá Paixão - Adriana Moisés Pinto | - Isabela Ramona - Joice Rodrigues - Clarissa dos Santos - Érika de Souza - Kelly Santos - Tatiane Pacheco |

#### Eredmények
Csoportkör
A csoport
| Hely. | Csapat           | M | Gy | V | P+  | P–  | Pk  | P  |
| ----- | ---------------- | - | -- | - | --- | --- | --- | -- |
| 1.    | Ausztrália       | 5 | 5  | 0 | 400 | 345 | +55 | 10 |
| 2.    | Franciaország    | 5 | 3  | 2 | 344 | 343 | +1  | 8  |
| 3.    | Törökország      | 5 | 3  | 2 | 324 | 325 | −1  | 8  |
| 4.    | Japán            | 5 | 3  | 2 | 386 | 378 | +8  | 8  |
| 5.    | Fehéroroszország | 5 | 1  | 4 | 347 | 361 | −14 | 6  |
| 6.    | Brazília         | 5 | 0  | 5 | 335 | 384 | −49 | 5  |

| 2016. augusztus 6. 17:30 (22:30) | Brazília (BRA)                           | 66–84     | Ausztrália | Youth Arena, Rio de Janeiro Nézőszám: 2368 Játékvezetők: Ilija Belošević (SRB), Karen Lasuik (CAN), Piotr Pastusiak (POL) |
| 2016. augusztus 6. 17:30 (22:30) | (24–14, 15–21, 14–22, 13–27) Jegyzőkönyv |           |            | Youth Arena, Rio de Janeiro Nézőszám: 2368 Játékvezetők: Ilija Belošević (SRB), Karen Lasuik (CAN), Piotr Pastusiak (POL) |
| 2016. augusztus 6. 17:30 (22:30) | Castro Marques 25                        | Pont      | Cambage 20 | Youth Arena, Rio de Janeiro Nézőszám: 2368 Játékvezetők: Ilija Belošević (SRB), Karen Lasuik (CAN), Piotr Pastusiak (POL) |
| 2016. augusztus 6. 17:30 (22:30) | dos Santos 13                            | Lepattanó | Cambage 14 | Youth Arena, Rio de Janeiro Nézőszám: 2368 Játékvezetők: Ilija Belošević (SRB), Karen Lasuik (CAN), Piotr Pastusiak (POL) |
| 2016. augusztus 6. 17:30 (22:30) | Pinto 7                                  | Gólpassz  | Mitchell 6 | Youth Arena, Rio de Janeiro Nézőszám: 2368 Játékvezetők: Ilija Belošević (SRB), Karen Lasuik (CAN), Piotr Pastusiak (POL) |

| 2016. augusztus 8. 17:30 (22:30) | Japán (JPN)                             | 82–66     | Brazília          | Youth Arena, Rio de Janeiro Nézőszám: 2624 Játékvezetők: José Reyes (MEX), Carlos Peruga (ESP),Nadege Zouzou (CIV) |
| 2016. augusztus 8. 17:30 (22:30) | (19–20, 28–13, 26–19, 9–14) Jegyzőkönyv |           |                   | Youth Arena, Rio de Janeiro Nézőszám: 2624 Játékvezetők: José Reyes (MEX), Carlos Peruga (ESP),Nadege Zouzou (CIV) |
| 2016. augusztus 8. 17:30 (22:30) | Tokasiki 23                             | Pont      | Castro Marques 20 | Youth Arena, Rio de Janeiro Nézőszám: 2624 Játékvezetők: José Reyes (MEX), Carlos Peruga (ESP),Nadege Zouzou (CIV) |
| 2016. augusztus 8. 17:30 (22:30) | Tokasiki 9                              | Lepattanó | Dos Santos 16     | Youth Arena, Rio de Janeiro Nézőszám: 2624 Játékvezetők: José Reyes (MEX), Carlos Peruga (ESP),Nadege Zouzou (CIV) |
| 2016. augusztus 8. 17:30 (22:30) | Josida 11                               | Gólpassz  | Pinto 6           | Youth Arena, Rio de Janeiro Nézőszám: 2624 Játékvezetők: José Reyes (MEX), Carlos Peruga (ESP),Nadege Zouzou (CIV) |

| 2016. augusztus 9. 15:30 (20:30) | Brazília (BRA)                           | 63–65     | Fehéroroszország        | Youth Arena, Rio de Janeiro Nézőszám: 2075 Játékvezetők: Sreten Radović (CRO), Natalia Cuello (DOM), Leandro Lezcano (ARG) |
| 2016. augusztus 9. 15:30 (20:30) | (28–16, 12–19, 10–15, 13–15) Jegyzőkönyv |           |                         | Youth Arena, Rio de Janeiro Nézőszám: 2075 Játékvezetők: Sreten Radović (CRO), Natalia Cuello (DOM), Leandro Lezcano (ARG) |
| 2016. augusztus 9. 15:30 (20:30) | Dantas 23                                | Pont      | Troina 18               | Youth Arena, Rio de Janeiro Nézőszám: 2075 Játékvezetők: Sreten Radović (CRO), Natalia Cuello (DOM), Leandro Lezcano (ARG) |
| 2016. augusztus 9. 15:30 (20:30) | Dos Santos 11                            | Lepattanó | Levcsanka,Veramejenka 6 | Youth Arena, Rio de Janeiro Nézőszám: 2075 Játékvezetők: Sreten Radović (CRO), Natalia Cuello (DOM), Leandro Lezcano (ARG) |
| 2016. augusztus 9. 15:30 (20:30) | Pinto 4                                  | Gólpassz  | Harding 6               | Youth Arena, Rio de Janeiro Nézőszám: 2075 Játékvezetők: Sreten Radović (CRO), Natalia Cuello (DOM), Leandro Lezcano (ARG) |

| 2016. augusztus 11. 15:30 (20:30) | Franciaország (FRA)                     | 74–64     | Brazília        | Youth Arena, Rio de Janeiro Nézőszám: 3128 Játékvezetők: Juan Carlos García (ESP), Karen Lasuik (CAN), Ferdinand Pascual (PHI) |
| 2016. augusztus 11. 15:30 (20:30) | (20–20, 15–9, 22–19, 17–16) Jegyzőkönyv |           |                 | Youth Arena, Rio de Janeiro Nézőszám: 3128 Játékvezetők: Juan Carlos García (ESP), Karen Lasuik (CAN), Ferdinand Pascual (PHI) |
| 2016. augusztus 11. 15:30 (20:30) | Skrela 18                               | Pont      | Dantas 21       | Youth Arena, Rio de Janeiro Nézőszám: 3128 Játékvezetők: Juan Carlos García (ESP), Karen Lasuik (CAN), Ferdinand Pascual (PHI) |
| 2016. augusztus 11. 15:30 (20:30) | Gruda 10                                | Lepattanó | Dos Santos 10   | Youth Arena, Rio de Janeiro Nézőszám: 3128 Játékvezetők: Juan Carlos García (ESP), Karen Lasuik (CAN), Ferdinand Pascual (PHI) |
| 2016. augusztus 11. 15:30 (20:30) | Époupa 7                                | Gólpassz  | három játékos 5 | Youth Arena, Rio de Janeiro Nézőszám: 3128 Játékvezetők: Juan Carlos García (ESP), Karen Lasuik (CAN), Ferdinand Pascual (PHI) |

| 2016. augusztus 13. 15:30 (20:30) | Törökország (TUR)                                   | 79–76 (h. u.) | Brazília      | Youth Arena, Rio de Janeiro Nézőszám: 3075 Játékvezetők: Juan Carlos García (ESP), Hvang Inthe (Hwang In-tae) (KOR), Piotr Pastusiak (POL) |
| 2016. augusztus 13. 15:30 (20:30) | (8–15, 12–21, 21–11, 19–13, 10–10, 9–6) Jegyzőkönyv |               |               | Youth Arena, Rio de Janeiro Nézőszám: 3075 Játékvezetők: Juan Carlos García (ESP), Hvang Inthe (Hwang In-tae) (KOR), Piotr Pastusiak (POL) |
| 2016. augusztus 13. 15:30 (20:30) | Sanders 23                                          | Pont          | Castro 22     | Youth Arena, Rio de Janeiro Nézőszám: 3075 Játékvezetők: Juan Carlos García (ESP), Hvang Inthe (Hwang In-tae) (KOR), Piotr Pastusiak (POL) |
| 2016. augusztus 13. 15:30 (20:30) | Sanders 10                                          | Lepattanó     | Dos Santos 12 | Youth Arena, Rio de Janeiro Nézőszám: 3075 Játékvezetők: Juan Carlos García (ESP), Hvang Inthe (Hwang In-tae) (KOR), Piotr Pastusiak (POL) |
| 2016. augusztus 13. 15:30 (20:30) | Alben 5                                             | Gólpassz      | Castro 8      | Youth Arena, Rio de Janeiro Nézőszám: 3075 Játékvezetők: Juan Carlos García (ESP), Hvang Inthe (Hwang In-tae) (KOR), Piotr Pastusiak (POL) |

| Csapat         | Helyezés |
| -------------- | -------- |
| Brazília (BRA) | 11.      |

## Labdarúgás

### Férfi
| Brazil férfi labdarúgócsapat-játékoskeret                                                                              | Brazil férfi labdarúgócsapat-játékoskeret                                                                                 |
| --- | --- |
| - Weverton* - Zeca - Rodrigo Caio - Marquinhos - Renato Augusto* - Douglas Santos - Luan - Rafinha Alcântara - Gabriel | - Neymar* (c) - Gabriel Jesus - Walace - William - Luan Garcia - Rodrigo Dourado - Thiago Maia - Felipe Anderson - Uilson |

* - túlkoros játékos

#### Eredmények
Csoportkör
A csoport
| Hely. | Csapat                        | M | Gy | D | V | G+ | G– | Gk | P | Továbbjutás |
| ----- | ----------------------------- | - | -- | - | - | -- | -- | -- | - | ----------- |
| 1.    | Brazília (BRA)                | 3 | 1  | 2 | 0 | 4  | 0  | +4 | 5 | Negyeddöntő |
| 2.    | Dánia (DEN)                   | 3 | 1  | 1 | 1 | 1  | 4  | −3 | 4 | Negyeddöntő |
| 3.    | Irak (IRQ)                    | 3 | 0  | 3 | 0 | 1  | 1  | 0  | 3 |             |
| 4.    | Dél-afrikai Köztársaság (RSA) | 3 | 0  | 2 | 1 | 1  | 2  | −1 | 2 |             |

| 2016. augusztus 4. 16:00 (21:00) |

| Brazília (BRA) | 0–0         | Dél-afrikai Köztársaság (RSA) |
| -------------- | ----------- | ----------------------------- |
|                | Jegyzőkönyv | Mvala 56′, 59′                |

| Estádio Nacional de Brasília, Brazíliaváros Nézőszám: 69 389 Játékvezető: Antonio Mateu Lahoz (spanyol) |

| 2016. augusztus 7. 22:00 (3:00) |

| Brazília (BRA) | 0–0         | Irak (IRQ) |
| -------------- | ----------- | ---------- |
|                | Jegyzőkönyv |            |

| Estádio Nacional de Brasília, Brazíliaváros Nézőszám: 65 829 Játékvezető: Ovidiu Hațegan (román) |

| 2016. augusztus 10. 22:00 (3:00) |

| Dánia (DEN) | 0–4               | Brazília (BRA)                                    |
| ----------- | ----------------- | ------------------------------------------------- |
|             | (0–2) Jegyzőkönyv | Gabriel 26' 80' Gabriel Jesus 40' Luan Garcia 50' |

| Arena Fonte Nova, Salvador da Bahia Nézőszám: 41 067 Játékvezető: Alirezá Fagáni (iráni) |

Negyeddöntő
| 2016. augusztus 13. 22:00 (3:00) |

| Brazília (BRA)      | 2–0               | Kolumbia (COL) |
| ------------------- | ----------------- | -------------- |
| Neymar 12' Luan 83' | (1–0) Jegyzőkönyv |                |

| Arena de São Paulo, São Paulo Nézőszám: 41 560 Játékvezető: Cüneyt Çakır (török) |

Elődöntő
| 2016. augusztus 17. 13:00 (18:00) |

| Brazília (BRA)                                                           | 6–0               | Honduras (HON) |
| ------------------------------------------------------------------------ | ----------------- | -------------- |
| Neymar 1' 90+1' (11-esből) Gabriel Jesus 26' 35' Marquinhos 51' Luan 79' | (3–0) Jegyzőkönyv |                |

| Maracanã Stadion, Rio de Janeiro Nézőszám: 52 457 Játékvezető: Ovidiu Hațegan (román) |

Döntő
| 2016. augusztus 20. 17:30 (22:30) |

| Brazília (BRA)                                       | 1–1 (h. u.)       | Németország (GER)                  |
| ---------------------------------------------------- | ----------------- | ---------------------------------- |
| Neymar 27'                                           | (1–0) Jegyzőkönyv | Meyer 59'                          |
| Büntetőpárbaj                                        |                   |                                    |
| Renato Augusto Marquinhos Rafinha Luan Garcia Neymar | 5–4               | Ginter Gnabry Brandt Süle Petersen |

| Maracanã Stadion, Rio de Janeiro Nézőszám: 63 707 Játékvezető: Alirezha Faghani (iráni) |

| Csapat         | Helyezés |
| -------------- | -------- |
| Brazília (BRA) |          |

### Női
| Brazil női labdarúgócsapat-játékoskeret                                                         | Brazil női labdarúgócsapat-játékoskeret                                                                      |
| ----------------------------------------------------------------------------------------------- | --- |
| - Bárbara - Fabiana - Mônica - Rafaelle - Thaísa - Tamires - Debinha - Formiga - Andressa Alves | - Marta (c) - Cristiane - Poliana - Érika - Bruna Benites - Raquel Fernandes - Beatriz - Andressinha - Aline |

#### Eredmények
Csoportkör
E csoport
| Csapat                        | M | Gy | D | V | Rg | Kg | Gk | P |
| ----------------------------- | - | -- | - | - | -- | -- | -- | - |
| Brazília (BRA)                | 3 | 2  | 1 | 0 | 8  | 1  | +7 | 7 |
| Kína (CHN)                    | 3 | 1  | 1 | 1 | 2  | 3  | –1 | 4 |
| Svédország (SWE)              | 3 | 1  | 1 | 1 | 2  | 5  | –3 | 4 |
| Dél-afrikai Köztársaság (RSA) | 3 | 0  | 1 | 2 | 0  | 3  | –3 | 1 |

| 2016. augusztus 3. 16:00 (21:00) |

| Brazília (BRA)                              | 3–0               | Kína (CHN) |
| ------------------------------------------- | ----------------- | ---------- |
| Mônica 36' Andressa Alves 59' Cristiane 90' | (1–0) Jegyzőkönyv |            |

| Estádio Olímpico João Havelange, Rio de Janeiro Nézőszám: 27 618 Játékvezető: Carol Anne Chenard (kanadai) |

| 2016. augusztus 6. 22:00 (3:00) |

| Brazília (BRA)                                         | 5–1               | Svédország (SWE) |
| ------------------------------------------------------ | ----------------- | ---------------- |
| Beatriz 21' 86' Cristiane 24' Marta 44' (11-esből) 80' | (3–0) Jegyzőkönyv | Schelin 89'      |

| Estádio Olímpico João Havelange, Rio de Janeiro Nézőszám: 43 384 Játékvezető: Lucia Venegas (mexikói) |

| 2016. augusztus 9. 21:00 (3:00) |

| Dél-afrikai Köztársaság (RSA) | 0–0         | Brazília (BRA) |
| ----------------------------- | ----------- | -------------- |
|                               | Jegyzőkönyv |                |

| Arena da Amazônia, Manaus Nézőszám: 38 415 Játékvezető: Stéphanie Frappart (francia) |

Negyeddöntő
| 2016. augusztus 12. 22:00 (3:00) |

| Brazília (BRA)                                                           | 0–0 (h. u.) | Ausztrália (AUS)                                                            |
| ------------------------------------------------------------------------ | ----------- | --------------------------------------------------------------------------- |
|                                                                          | Jegyzőkönyv |                                                                             |
| Büntetőpárbaj                                                            |             |                                                                             |
| Andressa Alves Andressinha Beatriz Rafaelle Marta Debinha Mônica Tamires | 7–6         | Kellond-Knight Alleway van Egmond Polkinghorne Gorry Heyman Logarzo Kennedy |

| Estádio Mineirão, Belo Horizonte Nézőszám: 52 660 Játékvezető: Carol Chenard (kanadai) |

Elődöntő
| 2016. augusztus 16. 13:00 (18:00) |

| Brazília (BRA)                                      | 0–0 (h. u.) | Svédország (SWE)                        |
| --------------------------------------------------- | ----------- | --------------------------------------- |
|                                                     | Jegyzőkönyv |                                         |
| Büntetőpárbaj                                       |             |                                         |
| Marta Cristiane Andressa Alves Rafaelle Andressinha | 3–4         | Schelin Asllani Seger Fischer Dahlkvist |

| Maracanã Stadion, Rio de Janeiro Nézőszám: 70,454 Játékvezető: Lucia Venegas (mexikói) |

Bronzmérkőzés
| 2016. augusztus 19. 13:00 (18:00) |

| Brazília (BRA) | 1–2               | Kanada (CAN)          |
| -------------- | ----------------- | --------------------- |
| Beatriz 79'    | (0–1) Jegyzőkönyv | Rose 25' Sinclair 52' |

| Arena de São Paulo, São Paulo Nézőszám: 39,718 Játékvezető: Teodora Albon (román) |

| Csapat         | Helyezés |
| -------------- | -------- |
| Brazília (BRA) | 4.       |

## Lovaglás
Díjlovaglás
| Versenyző                                                     | Ló                                                          | Versenyszám | 1. kör | 1. kör | 2. kör  | 2. kör  | Döntő   | Döntő   | Végeredmény | Végeredmény |
| Versenyző                                                     | Ló                                                          | Versenyszám | Pont   | Hely.  | Pont    | Hely.   | Pont    | Hely.   | Pont        | Helyezés    |
| ------------------------------------------------------------- | ----------------------------------------------------------- | ----------- | ------ | ------ | ------- | ------- | ------- | ------- | ----------- | ----------- |
| Luiza Almeida                                                 | Vendaval 4                                                  | Egyéni      | 66,914 | 49.    | kiesett | kiesett | kiesett | kiesett | kiesett     | kiesett     |
| Pedro de Almeida                                              | Xaparro do Vouga                                            | Egyéni      | 65,714 | 53.    | kiesett | kiesett | kiesett | kiesett | kiesett     | kiesett     |
| Giovana Pass                                                  | Zingaro de Lyw                                              | Egyéni      | 67,700 | 47.    | kiesett | kiesett | kiesett | kiesett | kiesett     | kiesett     |
| João Victor Oliva                                             | Xama dos Pinhais                                            | Egyéni      | 68,071 | 46.    | kiesett | kiesett | kiesett | kiesett | kiesett     | kiesett     |
| Luiza Almeida Pedro de Almeida Giovana Pass João Victor Oliva | Vendaval 4 Xaparro do Vouga Zingaro de Lyw Xama dos Pinhais | Csapat      | 67,562 | 10.    | kiesett | kiesett |         |         | 67,562      | 10.         |

Díjugratás
| Versenyző                                                          | Ló                                                        | Versenyszám | Selejtező | Selejtező | Selejtező | Selejtező | Selejtező | Selejtező | Selejtező | Selejtező | Döntő   | Döntő   | Döntő   | Végeredmény | Végeredmény |
| Versenyző                                                          | Ló                                                        | Versenyszám | 1. kör    | 1. kör    | 2. kör    | 2. kör    | 2. kör    | 3. kör    | 3. kör    | 3. kör    | 1. kör  | 1. kör  | 2. kör  | Végeredmény | Végeredmény |
| Versenyző                                                          | Ló                                                        | Versenyszám | Bünt.     | Hely.     | Bünt.     | Össz.     | Hely.     | Bünt.     | Össz.     | Hely.     | Bünt.   | Hely.   | Bünt.   | Bünt.       | Helyezés    |
| ------------------------------------------------------------------ | --------------------------------------------------------- | ----------- | --------- | --------- | --------- | --------- | --------- | --------- | --------- | --------- | ------- | ------- | ------- | ----------- | ----------- |
| Stephan Barcha                                                     | Landpeter do Feroleto                                     | Egyéni      | 0         | 1.        | kizárták  | kizárták  | kizárták  | kiesett   | kiesett   | kiesett   | kiesett | kiesett | kiesett | kiesett     | kiesett     |
| Eduardo Menezes                                                    | Quintol                                                   | Egyéni      | 4         | 27.       | 0         | 4         | 15.       | 4         | 8         | 18.       | 8       | 28.     | kiesett | 8           | 28.         |
| Álvaro de Miranda Neto                                             | Cornetto K                                                | Egyéni      | 0         | 1.        | 0         | 0         | 1.        | 4         | 4         | 7.        | 4       | 16.     | 0       | 4           | 9.          |
| Pedro Veniss                                                       | Quabri de l'Isle                                          | Egyéni      | 0         | 1.        | 0         | 0         | 1.        | 5         | 5         | 13.       | 4       | 16.     | 1       | 5           | 16.         |
| Stephan Barcha Eduardo Menezes Álvaro de Miranda Neto Pedro Veniss | Landpeter do Feroleto Quintol Cornetto K Quabri de l'Isle | Csapat      |           |           |           |           |           |           |           |           | 0       | 1.      | 13      | 13          | 5.          |

Lovastusa
| Versenyző                                         | Ló                                                               | Versenyszám | Díjlovaglás | Díjlovaglás | Tereplovaglás | Tereplovaglás | Tereplovaglás | Díjugratás    | Díjugratás    | Díjugratás    | Díjugratás | Végeredmény | Végeredmény |
| Versenyző                                         | Ló                                                               | Versenyszám | Díjlovaglás | Díjlovaglás | Tereplovaglás | Tereplovaglás | Tereplovaglás | Selejtező     | Selejtező     | Selejtező     | Döntő      | Végeredmény | Végeredmény |
| Versenyző                                         | Ló                                                               | Versenyszám | Bünt.       | Hely.       | Bünt.         | Bünt. össz.   | Hely.         | Bünt.         | Bünt. össz.   | Hely.         | Bünt.      | Bünt.       | Helyezés    |
| ------------------------------------------------- | ---------------------------------------------------------------- | ----------- | ----------- | ----------- | ------------- | ------------- | ------------- | ------------- | ------------- | ------------- | ---------- | ----------- | ----------- |
| Márcio Appel                                      | Iberon Jmen                                                      | Egyéni      | 57,2        | 59.         | 64,4          | 121,6         | 39.           | 16,0          | 137,6         | 39.           | kiesett    | 137,6       | 39.         |
| Ruy Fonseca                                       | Tom Bombadill Too                                                | Egyéni      | 46,8        | 26.         | 112,0         | 158,8         | 47.           | nem ért célba | nem ért célba | nem ért célba | kiesett    | kiesett     | kiesett     |
| Marcio Jorge                                      | Lissy MacWayer                                                   | Egyéni      | 50,0        | 44.         | 20,0          | 70,0          | 24.           | 10,0          | 80,0          | 22.           | 8,0        | 88,0        | 25.         |
| Carlos Paro                                       | Summon Up The Blood                                              | Egyéni      | 47,3        | 33.         | 4,0           | 51,3          | 7.            | 12,0          | 63,3          | 12.           | 12,0       | 75,3        | 18.         |
| Márcio Appel Ruy Fonseca Marcio Jorge Carlos Paro | Iberon Jmen Tom Bombadill Too Lissy MacWayer Summon Up The Blood | Csapat      | 144,1       | 9.          | 88,4          | 242,9         | 6.            |               |               |               | 38,0       | 280,9       | 7.          |

## Műugrás
Brazília, mint házigazda mind a négy párosszámban rajthoz állíthatta kettősét, s a négy egyéni számban is automatikusan övé lett egy-egy kvóta.
Férfi
| Versenyző                      | Versenyszám          | Selejtező | Selejtező | Elődöntő | Elődöntő | Döntő   | Döntő    |
| Versenyző                      | Versenyszám          | Pont      | Helyezés  | Pont     | Helyezés | Pont    | Helyezés |
| ------------------------------ | -------------------- | --------- | --------- | -------- | -------- | ------- | -------- |
| César de Castro                | Egyéni műugrás       | 398,85    | 14.       | 442,45   | 6.       | 436,00  | 9.       |
| Hugo Parisi                    | Egyéni toronyugrás   | 422,45    | 13.       | 417,15   | 16.      | kiesett | kiesett  |
| Ian Matos Luiz Felipe Outerelo | Szinkron műugrás     |           |           |          |          | 332,61  | 8.       |
| Hugo Parisi Jackson Rondinelli | Szinkron toronyugrás |           |           |          |          | 368,52  | 8.       |

Női
| Versenyző                           | Versenyszám          | Selejtező | Selejtező | Elődöntő | Elődöntő | Döntő   | Döntő    |
| Versenyző                           | Versenyszám          | Pont      | Helyezés  | Pont     | Helyezés | Pont    | Helyezés |
| ----------------------------------- | -------------------- | --------- | --------- | -------- | -------- | ------- | -------- |
| Juliana Veloso                      | Egyéni műugrás       | 240,90    | 27.       | kiesett  | kiesett  | kiesett | kiesett  |
| Ingrid de Oliveira                  | Egyéni toronyugrás   | 281,90    | 22.       | kiesett  | kiesett  | kiesett | kiesett  |
| Tammy Takagi Juliana Veloso         | Szinkron műugrás     |           |           |          |          | 258,75  | 8.       |
| Ingrid de Oliveira Giovanna Pedroso | Szinkron toronyugrás |           |           |          |          | 280,98  | 8.       |

## Ökölvívás
Férfi
| Versenyző           | Versenyszám  | Selejtező                     | Nyolcaddöntő                    | Negyeddöntő                     | Elődöntő                   | Döntő                      | Helyezés |
| Versenyző           | Versenyszám  | Ellenfél Eredmény             | Ellenfél Eredmény               | Ellenfél Eredmény               | Ellenfél Eredmény          | Ellenfél Eredmény          | Helyezés |
| ------------------- | ------------ | ----------------------------- | ------------------------------- | ------------------------------- | -------------------------- | -------------------------- | -------- |
| Patrick Lourenço    | Papírsúly    | Yuberjén Martínez (COL) · 0-3 | kiesett                         | kiesett                         | kiesett                    | kiesett                    | 17.      |
| Julião Neto         | Légsúly      | Antonio Vargas (USA) · 0-2    | kiesett                         | kiesett                         | kiesett                    | kiesett                    | 17.      |
| Robenílson de Jesus | Harmatsúly   | Fahem Hammachi (ALG) · 2-1    | Shakur Stevenson (USA) · 0-3    | kiesett                         | kiesett                    | kiesett                    | 9.       |
| Robson Conceição    | Könnyűsúly   | erőnyerő                      | Anvar Junuszov (TJK) · RSC      | Xurshid Tojibaev (UZB) · 3-0    | Lázaro Álvarez (CUB) · 3-0 | Sofiane Oumiha (FRA) · 3-0 |          |
| Joedison Teixeira   | Kisváltósúly | Abd el-Káder Sádi (ALG) · 2-1 | Batuhan Gözgeç (TUR) · 0-3      | kiesett                         | kiesett                    | kiesett                    | 9.       |
| Michel Borges       | Félnehézsúly | Hassan Njikam (CMR) · 3-0     | Hrvoje Sep (CRO) · 3-0          | Julio César La Cruz (CUB) · 0-3 | kiesett                    | kiesett                    | 5.       |
| Juan Nogueira       | Nehézsúly    | Jason Whateley (AUS) · 3-0    | Jevgenyij Tiscsenko (RUS) · 0-3 | kiesett                         | kiesett                    | kiesett                    | 9.       |

Női
| Versenyző        | Versenyszám | Selejtező                 | Negyeddöntő                    | Elődöntő          | Döntő             | Helyezés |
| Versenyző        | Versenyszám | Ellenfél Eredmény         | Ellenfél Eredmény              | Ellenfél Eredmény | Ellenfél Eredmény | Helyezés |
| ---------------- | ----------- | ------------------------- | ------------------------------ | ----------------- | ----------------- | -------- |
| Adriana Araújo   | Könnyűsúly  | Mira Potkonen (FIN) · 1-2 | kiesett                        | kiesett           | kiesett           | 9.       |
| Andreia Bandeira | Középsúly   | Atheyna Bylon (PAN) · 2-1 | Li Csien (Li Qian) (CHN) · 0-3 | kiesett           | kiesett           | 5.       |

## Öttusa
| Versenyző         | Versenyszám | Vívás (V) | Vívás (V) | Úszás   | Úszás | Úszás | Bónusz vívás (B) | Bónusz vívás (B) | Bónusz vívás (B) | Lovaglás | Lovaglás | Lovaglás | Lovaglás | Futás/Lövészet | Futás/Lövészet | Futás/Lövészet | Futás/Lövészet | Összesen    | Összesen |
| Versenyző         | Versenyszám | Eredmény  | Pont      | Idő     | Pont  | Hely. | Eredmény         | Pont             | V+B Hely.        | Idő      | Hibapont | Pont     | Hely.    | Lövőhiba       | Idő            | Pont           | Hely.          | Összes pont | Helyezés |
| ----------------- | ----------- | --------- | --------- | ------- | ----- | ----- | ---------------- | ---------------- | ---------------- | -------- | -------- | -------- | -------- | -------------- | -------------- | -------------- | -------------- | ----------- | -------- |
| Felipe Nascimento | Férfi       | 9–26      | 154       | 2:05,39 | 324   | 20.   | 1–1              | 1                | 35.              | 75,72    | 49       | 251      | 31.      | 6              | 12:15,59       | 565            | 33.            | 1295        | 31.      |
| Yane Marques      | Női         | 16–19     | 196       | 2:14,30 | 298   | 9.    | 0–1              | 0                | 22.              | 72,28    | 14       | 286      | 15.      | 6              | 13:31,64       | 489            | 29.            | 1269        | 22.      |

## Rögbi
A Nemzetközi Rögbitanács (IRB) bejelentette, hogy – mivel Brazíliában rendezik az olimpiát – az ország férfi és női hetesrögbi-válogatottjai automatikusan kvótát szereznek a játékokra. Emellett – a sportágnak az országban való olimpia előtti népszerűsítése céljából – a brazíliai São Paulo városát választották ki arra, hogy megrendezze a női hetesrögbi-világsorozat 2013–2014-es évadjának harmadik állomását, valamint 2014–2015-ös évadjának második állomását.

### Férfi
| Brazil férfi rögbi-játékoskeret                                                                           | Brazil férfi rögbi-játékoskeret                                                                      |
| --- | --- |
| - Gustavo Albuquerque - Arthur Bergo - Laurent Bourda-Couhet - Lucas Duque - Moisés Duque - Juliano Fiori | - Stefano Giantorno - Daniel Sancery - Felipe Sancery - Martin Schaefer - André Silva - Felipe Silva |

#### Eredmények
Csoportkör
A csoport
| Csapat                 | M | Gy | D | V | P+ | P– | Pk  | P |
| ---------------------- | - | -- | - | - | -- | -- | --- | - |
| Fidzsi-szigetek (FIJ)  | 3 | 3  | 0 | 0 | 85 | 45 | +40 | 9 |
| Argentína (ARG)        | 3 | 2  | 0 | 1 | 62 | 35 | +27 | 7 |
| Egyesült Államok (USA) | 3 | 1  | 0 | 2 | 59 | 41 | +18 | 5 |
| Brazília (BRA)         | 3 | 0  | 0 | 3 | 12 | 97 | –85 | 3 |

| 2016. augusztus 9. 13:30 (18:30) |                   | Fidzsi-szigetek (FIJ) | 40–12 | Brazília (BRA) |  | Deodoro Stadion, Rio de Janeiro |
| 2016. augusztus 9. 13:30 (18:30) | (7–5) Jegyzőkönyv |                       |       |                |  | Deodoro Stadion, Rio de Janeiro |

| 2016. augusztus 9. 18:00 (23:00) |                    | Egyesült Államok (USA) | 26–0 | Brazília (BRA) |  | Deodoro Stadion, Rio de Janeiro |
| 2016. augusztus 9. 18:00 (23:00) | (14–0) Jegyzőkönyv |                        |      |                |  | Deodoro Stadion, Rio de Janeiro |

| 2016. augusztus 10. 13:00 (18:00) |                    | Argentína (ARG) | 31–0 | Brazília (BRA) |  | Deodoro Stadion, Rio de Janeiro |
| 2016. augusztus 10. 13:00 (18:00) | (19–0) Jegyzőkönyv |                 |      |                |  | Deodoro Stadion, Rio de Janeiro |

A 9-12. helyért
| 2016. augusztus 10. 16:00 (21:00) |                    | Egyesült Államok (USA) | 24–12 | Brazília (BRA) |  | Deodoro Stadion, Rio de Janeiro |
| 2016. augusztus 10. 16:00 (21:00) | (17–5) Jegyzőkönyv |                        |       |                |  | Deodoro Stadion, Rio de Janeiro |

A 11. helyért
| 2016. augusztus 11. 12:30 (17:30) |                    | Brazília (BRA) | 0–24 | Kenya (KEN) |  | Deodoro Stadion, Rio de Janeiro |
| 2016. augusztus 11. 12:30 (17:30) | (0–12) Jegyzőkönyv |                |      |             |  | Deodoro Stadion, Rio de Janeiro |

| Csapat         | Helyezés |
| -------------- | -------- |
| Brazília (BRA) | 12.      |

### Női
| Brazil női rögbi-játékoskeret                                                                                           | Brazil női rögbi-játékoskeret                                                                     |
| --- | ------------------------------------------------------------------------------------------------- |
| - Amanda Araújo - Tais Balconi - Luiza Campos - Isadora Cerullo - Juliana Esteves dos Santos - Beatriz Futuro Muhlbauer | - Paula Ishibashi - Raquel Kochhann - Edna Santini - Júlia Sardá - Haline Scatrut - Cláudia Teles |

#### Eredmények
Csoportkör
C csoport
| Csapat               | M | Gy | D | V | P+ | P–  | Pk   | P |
| -------------------- | - | -- | - | - | -- | --- | ---- | - |
| Nagy-Britannia (GBR) | 3 | 3  | 0 | 0 | 91 | 3   | +88  | 9 |
| Kanada (CAN)         | 3 | 2  | 0 | 1 | 83 | 22  | +61  | 7 |
| Brazília (BRA)       | 3 | 1  | 0 | 2 | 29 | 77  | –48  | 5 |
| Japán (JPN)          | 3 | 0  | 0 | 3 | 10 | 111 | –101 | 3 |

| 2016. augusztus 6. 12:00 (17:00) |                   | Nagy-Britannia (GBR) | 29–3 | Brazília (BRA) |  | Deodoro Stadion, Rio de Janeiro |
| 2016. augusztus 6. 12:00 (17:00) | (7–3) Jegyzőkönyv |                      |      |                |  | Deodoro Stadion, Rio de Janeiro |

| 2016. augusztus 6. 17:30 (22:30) |                    | Kanada (CAN) | 38–0 | Brazília (BRA) |  | Deodoro Stadion, Rio de Janeiro |
| 2016. augusztus 6. 17:30 (22:30) | (26–0) Jegyzőkönyv |              |      |                |  | Deodoro Stadion, Rio de Janeiro |

| 2016. augusztus 7. 12:00 (17:00) |                   | Brazília (BRA) | 26–10 | Japán (JPN) |  | Deodoro Stadion, Rio de Janeiro |
| 2016. augusztus 7. 12:00 (17:00) | (5–5) Jegyzőkönyv |                |       |             |  | Deodoro Stadion, Rio de Janeiro |

A 9–12. helyért
| 2016. augusztus 7. 16:00 (21:00) |                    | Brazília (BRA) | 24–0 | Kolumbia (COL) |  | Deodoro Stadion, Rio de Janeiro |
| 2016. augusztus 7. 16:00 (21:00) | (17–0) Jegyzőkönyv |                |      |                |  | Deodoro Stadion, Rio de Janeiro |

A 9. helyért
| 2016. augusztus 8. 13:00 (18:00) |                    | Brazília (BRA) | 33–5 | Japán (JPN) |  | Deodoro Stadion, Rio de Janeiro |
| 2016. augusztus 8. 13:00 (18:00) | (12–5) Jegyzőkönyv |                |      |             |  | Deodoro Stadion, Rio de Janeiro |

| Csapat         | Helyezés |
| -------------- | -------- |
| Brazília (BRA) | 9.       |

## Röplabda

### Férfi
| Brazil férfi röplabdacsapat-játékoskeret                                                                               | Brazil férfi röplabdacsapat-játékoskeret                                                           |
| --- | -------------------------------------------------------------------------------------------------- |
| - William Arjona - Éder Carbonera - Wallace de Souza - Luiz Felipe Fonteles - Evandro Guerra - Ricardo Lucarelli Souza | - Bruno Rezende - Lucas Saatkamp - Maurício Silva - Sérgio Santos - Douglas Souza - Maurício Souza |

#### Eredmények
Csoportkör
A csoport
|       |                        | Mérkőzések | Mérkőzések | Mérkőzések | Mérkőzések | Szettek | Szettek | Szettek | Pontok | Pontok | Pontok |
| Hely. | Csapat                 | M          | Gy         | V          | Pont       | Sz+     | Sz–     | SzA     | P+     | P–     | PA     |
| ----- | ---------------------- | ---------- | ---------- | ---------- | ---------- | ------- | ------- | ------- | ------ | ------ | ------ |
| 1.    | Olaszország (ITA)      | 5          | 4          | 1          | 12         | 13      | 5       | 2,600   | 432    | 375    | 1,152  |
| 2.    | Kanada (CAN)           | 5          | 3          | 2          | 9          | 10      | 7       | 1,429   | 378    | 378    | 1,000  |
| 3.    | Egyesült Államok (USA) | 5          | 3          | 2          | 9          | 10      | 8       | 1,250   | 419    | 405    | 1,035  |
| 4.    | Brazília (BRA)         | 5          | 3          | 2          | 9          | 11      | 9       | 1,222   | 467    | 442    | 1,057  |
| 5.    | Franciaország (FRA)    | 5          | 2          | 3          | 6          | 8       | 9       | 0,889   | 386    | 367    | 1,052  |
| 6.    | Mexikó (MEX)           | 5          | 0          | 5          | 0          | 1       | 15      | 0,067   | 283    | 398    | 0,711  |

| 2016. augusztus 7. 11:35 (16:35) | Brazília (BRA)                           | 3–1 | Mexikó (MEX) | Ginásio do Maracanãzinho, Rio de Janeiro Nézőszám: 8686 Játékvezető: Nasr Shaaban (EGY), Arturo Di Giacomo (BEL) |
| 2016. augusztus 7. 11:35 (16:35) | (23–25, 25–19, 25–14, 25–18) Jegyzőkönyv |     |              | Ginásio do Maracanãzinho, Rio de Janeiro Nézőszám: 8686 Játékvezető: Nasr Shaaban (EGY), Arturo Di Giacomo (BEL) |

| 2016. augusztus 9. 22:35 (3:35) | Brazília (BRA)                           | 3–1 | Kanada (CAN) | Ginásio do Maracanãzinho, Rio de Janeiro Nézőszám: 8749 Játékvezető: Luís Macias (MEX), Piotr Dudek (POL) |
| 2016. augusztus 9. 22:35 (3:35) | (24–26, 25–18, 25–22, 25–17) Jegyzőkönyv |     |              | Ginásio do Maracanãzinho, Rio de Janeiro Nézőszám: 8749 Játékvezető: Luís Macias (MEX), Piotr Dudek (POL) |

| 2016. augusztus 11. 22:35 (3:35) | Brazília (BRA)                           | 1–3 | Egyesült Államok (USA) | Ginásio do Maracanãzinho, Rio de Janeiro Nézőszám: 8779 Játékvezető: Liu Csiang (Liu Jiang) (CHN), Vladimir Simonović (SRB) |
| 2016. augusztus 11. 22:35 (3:35) | (20–25, 23–25, 25–20, 20–25) Jegyzőkönyv |     |                        | Ginásio do Maracanãzinho, Rio de Janeiro Nézőszám: 8779 Játékvezető: Liu Csiang (Liu Jiang) (CHN), Vladimir Simonović (SRB) |

| 2016. augusztus 13. 22:35 (3:35) | Brazília (BRA)                           | 1–3 | Olaszország (ITA) | Ginásio do Maracanãzinho, Rio de Janeiro Nézőszám: 8892 Játékvezető: Piotr Dudek (POL), Nasr Shaaban (EGY) |
| 2016. augusztus 13. 22:35 (3:35) | (25–23, 23–25, 22–25, 15–25) Jegyzőkönyv |     |                   | Ginásio do Maracanãzinho, Rio de Janeiro Nézőszám: 8892 Játékvezető: Piotr Dudek (POL), Nasr Shaaban (EGY) |

| 2016. augusztus 15. 22:35 (3:35) | Brazília (BRA)                           | 3–1 | Franciaország (FRA) | Ginásio do Maracanãzinho, Rio de Janeiro Nézőszám: 9800 Játékvezető: Juraj Mokrý (SVK), Nasr Shaaban (EGY) |
| 2016. augusztus 15. 22:35 (3:35) | (25–22, 22–25, 25–20, 25–23) Jegyzőkönyv |     |                     | Ginásio do Maracanãzinho, Rio de Janeiro Nézőszám: 9800 Játékvezető: Juraj Mokrý (SVK), Nasr Shaaban (EGY) |

Negyeddöntő
| 2016. augusztus 17. 22:15 (3:15) | Brazília (BRA)                           | 3–1 | Argentína (ARG) | Ginásio do Maracanãzinho, Rio de Janeiro Nézőszám: 10 232 Játékvezető: Vladimir Simonović (SRB), Piotr Dudek (POL) |
| 2016. augusztus 17. 22:15 (3:15) | (25–22, 17–25, 25–19, 25–23) Jegyzőkönyv |     |                 | Ginásio do Maracanãzinho, Rio de Janeiro Nézőszám: 10 232 Játékvezető: Vladimir Simonović (SRB), Piotr Dudek (POL) |

Elődöntő
| 2016. augusztus 19. 22:15 (3:15) | Oroszország (RUS)                 | 0–3 | Brazília (BRA) | Ginásio do Maracanãzinho, Rio de Janeiro Nézőszám: 9784 Játékvezető: Juraj Mokrý (SVK), Vladimir Simonović (SRB) |
| 2016. augusztus 19. 22:15 (3:15) | (21–25, 20–25, 17–25) Jegyzőkönyv |     |                | Ginásio do Maracanãzinho, Rio de Janeiro Nézőszám: 9784 Játékvezető: Juraj Mokrý (SVK), Vladimir Simonović (SRB) |

Döntő
| 2016. augusztus 21. 13:15 (18:15) | Olaszország (ITA)                 | 0–3 | Brazília (BRA) | Ginásio do Maracanãzinho, Rio de Janeiro Nézőszám: 9824 Játékvezető: Andrey Zenovich (RUS), Denny Cespedes (DOM) |
| 2016. augusztus 21. 13:15 (18:15) | (22–25, 26–28, 24–26) Jegyzőkönyv |     |                | Ginásio do Maracanãzinho, Rio de Janeiro Nézőszám: 9824 Játékvezető: Andrey Zenovich (RUS), Denny Cespedes (DOM) |

| Csapat         | Helyezés |
| -------------- | -------- |
| Brazília (BRA) |          |

### Női
| Brazil női röplabdacsapat-játékoskeret                                                                                     | Brazil női röplabdacsapat-játékoskeret                                                            |
| --- | ------------------------------------------------------------------------------------------------- |
| - Jaqueline Carvalho - Sheilla Castro - Fabiana Claudino - Juciely Cristina Barreto - Adenízia da Silva - Fabíola de Souza | - Fernanda Garay - Gabriela Guimarães - Dani Lins - Thaísa Menezes - Natália Pereira - Léia Silva |

#### Eredmények
Csoportkör
A csoport
|       |                   | Mérkőzések | Mérkőzések | Mérkőzések | Mérkőzések | Szettek | Szettek | Szettek | Pontok | Pontok | Pontok |
| Hely. | Csapat            | M          | Gy         | V          | Pont       | Sz+     | Sz–     | SzA     | P+     | P–     | PA     |
| ----- | ----------------- | ---------- | ---------- | ---------- | ---------- | ------- | ------- | ------- | ------ | ------ | ------ |
| 1.    | Brazília (BRA)    | 5          | 5          | 0          | 15         | 15      | 0       | —       | 377    | 272    | 1,386  |
| 2.    | Oroszország (RUS) | 5          | 4          | 1          | 12         | 12      | 4       | 3,000   | 393    | 323    | 1,217  |
| 3.    | Dél-Korea (KOR)   | 5          | 3          | 2          | 9          | 10      | 7       | 1,429   | 384    | 372    | 1,032  |
| 4.    | Japán (JPN)       | 5          | 2          | 3          | 6          | 7       | 9       | 0,778   | 347    | 364    | 0,953  |
| 5.    | Argentína (ARG)   | 5          | 1          | 4          | 2          | 3       | 14      | 0,214   | 319    | 407    | 0,784  |
| 6.    | Kamerun (CMR)     | 5          | 0          | 5          | 1          | 2       | 15      | 0,133   | 328    | 410    | 0,800  |

| 2016. augusztus 6. 15:00 (20:00) | Brazília (BRA)                    | 3–0 | Kamerun (CMR) | Ginásio do Maracanãzinho, Rio de Janeiro Nézőszám: 7890 Játékvezető: Heike Kraft (GER), Liu Csiang (Liu Jiang) (CHN) |
| 2016. augusztus 6. 15:00 (20:00) | (25–14, 25–21, 25–13) Jegyzőkönyv |     |               | Ginásio do Maracanãzinho, Rio de Janeiro Nézőszám: 7890 Játékvezető: Heike Kraft (GER), Liu Csiang (Liu Jiang) (CHN) |

| 2016. augusztus 8. 22:35 (3:35) | Brazília (BRA)                    | 3–0 | Argentína (ARG) | Ginásio do Maracanãzinho, Rio de Janeiro Nézőszám: 7651 Játékvezető: Nasr Shaaban (EGY), Fabrizio Pasquali (ITA) |
| 2016. augusztus 8. 22:35 (3:35) | (25–16, 25–19, 25–11) Jegyzőkönyv |     |                 | Ginásio do Maracanãzinho, Rio de Janeiro Nézőszám: 7651 Játékvezető: Nasr Shaaban (EGY), Fabrizio Pasquali (ITA) |

| 2016. augusztus 10. 22:35 (3:35) | Brazília (BRA)                    | 3–0 | Japán (JPN) | Ginásio do Maracanãzinho, Rio de Janeiro Nézőszám: 8759 Játékvezető: Susana Rodríguez (ESP), Luís Macias (MEX) |
| 2016. augusztus 10. 22:35 (3:35) | (25–18, 25–18, 25–22) Jegyzőkönyv |     |             | Ginásio do Maracanãzinho, Rio de Janeiro Nézőszám: 8759 Játékvezető: Susana Rodríguez (ESP), Luís Macias (MEX) |

| 2016. augusztus 12. 22:35 (3:35) | Brazília (BRA)                    | 3–0 | Dél-Korea (KOR) | Ginásio do Maracanãzinho, Rio de Janeiro Nézőszám: 8790 Játékvezető: Patricia Rolf (USA), Liu Csiang (Liu Jiang) (CHN) |
| 2016. augusztus 12. 22:35 (3:35) | (25–17, 25–13, 27–25) Jegyzőkönyv |     |                 | Ginásio do Maracanãzinho, Rio de Janeiro Nézőszám: 8790 Játékvezető: Patricia Rolf (USA), Liu Csiang (Liu Jiang) (CHN) |

| 2016. augusztus 14. 22:35 (3:35) | Brazília (BRA)                    | 3–0 | Oroszország (RUS) | Ginásio do Maracanãzinho, Rio de Janeiro Nézőszám: 8892 Játékvezető: Nasr Shaaban (EGY), Taoufik Boudaya (TUN) |
| 2016. augusztus 14. 22:35 (3:35) | (25–23, 25–21, 25–21) Jegyzőkönyv |     |                   | Ginásio do Maracanãzinho, Rio de Janeiro Nézőszám: 8892 Játékvezető: Nasr Shaaban (EGY), Taoufik Boudaya (TUN) |

Negyeddöntő
| 2016. augusztus 16. 22:15 (3:15) | Brazília (BRA)                                  | 2–3 | Kína (CHN) | Ginásio do Maracanãzinho, Rio de Janeiro Nézőszám: 9498 Játékvezető: Piotr Dudek (POL), Vladimir Simonović (SRB) |
| 2016. augusztus 16. 22:15 (3:15) | (25–15, 23–25, 22–25, 25–22, 13–15) Jegyzőkönyv |     |            | Ginásio do Maracanãzinho, Rio de Janeiro Nézőszám: 9498 Játékvezető: Piotr Dudek (POL), Vladimir Simonović (SRB) |

| Csapat         | Helyezés |
| -------------- | -------- |
| Brazília (BRA) | 5.       |

### Strandröplabda

#### Férfi
| Versenyző                          | Csoportkör | Csoportkör | 16 közé jutásért  | Nyolcaddöntő                                                               | Negyeddöntő                                                                 | Elődöntő                                                                    | Döntő                                                           | Helyezés |
| Versenyző                          | Ellenfél Eredmény | Hely.      | Ellenfél Eredmény | Ellenfél Eredmény                                                          | Ellenfél Eredmény                                                           | Ellenfél Eredmény                                                           | Ellenfél Eredmény                                               | Helyezés |
| ---------------------------------- | --- | ---------- | ----------------- | -------------------------------------------------------------------------- | --------------------------------------------------------------------------- | --------------------------------------------------------------------------- | --------------------------------------------------------------- | -------- |
| Alison Cerutti Bruno Oscar Schmidt | A csoport · Kanada (CAN) · Josh Binstock · Sam Schachter · 21–19, 22–20 · Ausztria (AUT) · Clemens Doppler · Alexander Horst · 21–23, 21–16, 13–15 · Olaszország (ITA) · Adrian Carambula · Alex Ranghieri · 21–19, 21–16     | 2.         |                   | Spanyolország (ESP) · Adrián Gavira · Pablo Herrera · 24–22, 21–13         | Egyesült Államok (USA) · Phil Dalhausser · Nick Lucena · 21–14, 12–21, 15–9 | Hollandia (NED) · Alexander Brouwer · Robert Meeuwsen · 21–17, 21–23, 16–14 | Olaszország (ITA) · Daniele Lupo · Paolo Nicolai · 21–19, 21–17 |          |
| Evandro Oliveira Pedro Solberg     | D csoport · Kuba (CUB) · Nivaldo Díaz · Sergio González · 22–24, 23–21, 13–15 · Kanada (CAN) · Ben Saxton · Chaim Schalk · 21–17, 18–21, 14–16 · Lettország (LAT) · Aleksandrs Samoilovs · Jānis Šmēdiņš · 21–16, 20–22, 15–7 | 2.         |                   | Oroszország (RUS) · Dmitrij Barszuk · Nyikita Ljamin · 21–16, 14–21, 10–15 | kiesett                                                                     | kiesett                                                                     | kiesett                                                         | 9.       |

#### Női
| Versenyző                        | Csoportkör | Csoportkör | 16 közé jutásért  | Nyolcaddöntő                                                   | Negyeddöntő                                                                 | Elődöntő                                                                  | Döntő                                                                                           | Helyezés |
| Versenyző                        | Ellenfél Eredmény | Hely.      | Ellenfél Eredmény | Ellenfél Eredmény                                              | Ellenfél Eredmény                                                           | Ellenfél Eredmény                                                         | Ellenfél Eredmény                                                                               | Helyezés |
| -------------------------------- | --- | ---------- | ----------------- | -------------------------------------------------------------- | --------------------------------------------------------------------------- | ------------------------------------------------------------------------- | ----------------------------------------------------------------------------------------------- | -------- |
| Ágatha Bednarczuk Bárbara Seixas | B csoport · Csehország (CZE) · Barbora Hermannová · Markéta Sluková · 19–21, 21–17, 15–11 · Argentína (ARG) · Ana Gallay · Georgina Klug · 21–11, 21–17 · Spanyolország (ESP) · Elsa Baquerizo · Liliana Fernández · 17–21, 20–22          | 2.         |                   | Kína (CHN) · Wang Fan · Yue Yuan · 21–12, 21–16                | Oroszország (RUS) · Jekatyerina Birlova · Jevgenyija Ukolova · 23–21, 21–16 | Egyesült Államok (USA) · April Ross · Kerri Walsh Jennings · 22–20, 21–18 | Németország (GER) · Laura Ludwig · Kira Walkenhorst · 18–21, 14–21                              |          |
| Talita Antunes Larissa França    | A csoport · Oroszország (RUS) · Jekatyerina Birlova · Jevgenyija Ukolova · 21–14, 21–16 · Egyesült Államok (USA) · Lauren Fendrick · Brooke Sweat · 21–16, 21–13 · Lengyelország (POL) · Monika Brzostek · Kinga Kołosińska · 21–10, 21–15 | 1.         |                   | Németország (GER) · Karla Borger · Britta Büthe · 21–17, 21–19 | Svájc (SUI) · Joana Heidrich · Nadine Zumkehr · 21–23, 27–25, 15–13         | Németország (GER) · Laura Ludwig · Kira Walkenhorst · 18–21, 12–21        | Bronzmérkőzés · Egyesült Államok (USA) · April Ross · Kerri Walsh Jennings · 21–17, 17–21, 9–15 | 4.       |

## Sportlövészet
Férfi
| Versenyző         | Versenyszám           | Selejtező | Selejtező | Elődöntő | Elődöntő | Döntő   | Döntő    |
| Versenyző         | Versenyszám           | Pont      | Helyezés  | Pont     | Helyezés | Pont    | Helyezés |
| ----------------- | --------------------- | --------- | --------- | -------- | -------- | ------- | -------- |
| Emerson Duarte    | Gyorstüzelő pisztoly  | 578       | 13.       |          |          | kiesett | kiesett  |
| Júlio Almeida     | Légpisztoly           | 577       | 13.       |          |          | kiesett | kiesett  |
| Júlio Almeida     | Szabadpisztoly        | 542       | 30.       |          |          | kiesett | kiesett  |
| Felipe Almeida Wu | Szabadpisztoly        | 533       | 39.       |          |          | kiesett | kiesett  |
| Felipe Almeida Wu | Légpisztoly           | 580       | 7.        |          |          | 202,1   |          |
| Cassio Rippel     | Sportpuska, fekvő     | 621,3     | 26.       |          |          | kiesett | kiesett  |
| Cassio Rippel     | Sportpuska, összetett | 1129      | 44.       |          |          | kiesett | kiesett  |
| Roberto Schmits   | Trap                  | 115       | 15.       | kiesett  | kiesett  | kiesett | kiesett  |
| Renato Portella   | Skeet                 | 116       | 22.       | kiesett  | kiesett  | kiesett | kiesett  |

Női
| Versenyző       | Versenyszám           | Selejtező | Selejtező | Elődöntő | Elődöntő | Döntő   | Döntő    |
| Versenyző       | Versenyszám           | Pont      | Helyezés  | Pont     | Helyezés | Pont    | Helyezés |
| --------------- | --------------------- | --------- | --------- | -------- | -------- | ------- | -------- |
| Rosane Ewald    | Légpuska              | 396,9     | 50.       |          |          | kiesett | kiesett  |
| Rosane Ewald    | Sportpuska, összetett | 550       | 37.       |          |          | kiesett | kiesett  |
| Janice Teixeira | Trap                  | 60        | 21.       | kiesett  | kiesett  | kiesett | kiesett  |
| Daniela Carraro | Skeet                 | 58        | 21.       | kiesett  | kiesett  | kiesett | kiesett  |

## Súlyemelés

### Kvalifikáció
Az olimpiai játékok házigazdájaként Brazília a férfiaknál három, míg a nőknél két automatikus helyet kapott súlyemelésben.
Férfi
| Versenyző       | Versenyszám | Szakítás | Szakítás | Lökés                    | Lökés                    | Összesen | Helyezés |
| Versenyző       | Versenyszám | Eredmény | Helyezés | Eredmény                 | Helyezés                 | Összesen | Helyezés |
| --------------- | ----------- | -------- | -------- | ------------------------ | ------------------------ | -------- | -------- |
| Wellison Silva  | 85 kg       | 145      | 18.      | 180                      | 17.                      | 325      | 17.      |
| Mateus Gregório | 105 kg      | 170      | 13.      | érvényes kísérlet nélkül | érvényes kísérlet nélkül | kiesett  | kiesett  |
| Fernando Reis   | +105 kg     | 195      | 7.       | 240                      | 7.                       | 435      | 5.       |

Női
| Versenyző          | Versenyszám | Szakítás                 | Szakítás                 | Lökés    | Lökés    | Összesen | Helyezés |
| Versenyző          | Versenyszám | Eredmény                 | Helyezés                 | Eredmény | Helyezés | Összesen | Helyezés |
| ------------------ | ----------- | ------------------------ | ------------------------ | -------- | -------- | -------- | -------- |
| Rosane Santos      | 53 kg       | 90                       | 4.                       | 103      | 7.       | 193      | 5.       |
| Jaqueline Ferreira | 75 kg       | érvényes kísérlet nélkül | érvényes kísérlet nélkül | kiesett  | kiesett  | kiesett  | kiesett  |

## Szinkronúszás
| Versenyző | Versenyszám | Technikai gyakorlat | Technikai gyakorlat | Selejtező        | Selejtező        | Selejtező  | Selejtező  | Döntő            | Döntő            | Döntő      | Döntő      | Helyezés |
| Versenyző | Versenyszám | Technikai gyakorlat | Technikai gyakorlat | Szabad gyakorlat | Szabad gyakorlat | Összesítés | Összesítés | Szabad gyakorlat | Szabad gyakorlat | Összesítés | Összesítés | Helyezés |
| Versenyző | Versenyszám | Pont                | Hely.               | Pont             | Hely.            | Pont       | Hely.      | Pont             | Hely.            | Pont       | Hely.      | Helyezés |
| --- | ----------- | ------------------- | ------------------- | ---------------- | ---------------- | ---------- | ---------- | ---------------- | ---------------- | ---------- | ---------- | -------- |
| Luisa Borges Maria Eduarda Miccuci | Páros       | 83,3008             | 14.                 | 84,0333          | 13.              | 167,3341   | 13.        | kiesett          | kiesett          | kiesett    | kiesett    | 13.      |
| Luisa Borges Maria Bruno Maria Clara Lobo Beatriz Feres Branca Feres Maria Eduarda Miccuci Lorena Molinos Pamela Nogueira Lara Teixeira | Csapat      | 84,7985             | 6.                  |                  |                  |            |            | 87,2000          | 6.               | 171,9985   | 6.         | 6.       |

## Taekwondo
Férfi
| Versenyző         | Versenyszám | Nyolcaddöntő                | Negyeddöntő                 | Elődöntő          | Vigaszág elődöntő         | Bronz- mérkőzés        | Döntő             | Helyezés |
| Versenyző         | Versenyszám | Ellenfél Eredmény           | Ellenfél Eredmény           | Ellenfél Eredmény | Ellenfél Eredmény         | Ellenfél Eredmény      | Ellenfél Eredmény | Helyezés |
| ----------------- | ----------- | --------------------------- | --------------------------- | ----------------- | ------------------------- | ---------------------- | ----------------- | -------- |
| Venilton Teixeira | Légsúly     | Ron Atias (ISR) · 16-2      | Carlos Navarro (MEX) · 5-8  | kiesett           |                           |                        |                   | 9.       |
| Maicon Siqueira   | Nehézsúly   | Stephen Lambdin (USA) · 9-7 | Abdoul Issoufou (NIG) · 1-6 |                   | M'Bar N'Diaye (FRA) · 5-2 | Mahama Cho (GBR) · 5-4 |                   |          |

Női
| Versenyző         | Versenyszám | Nyolcaddöntő               | Negyeddöntő                  | Elődöntő          | Vigaszág elődöntő | Bronz- mérkőzés   | Döntő             | Helyezés |
| Versenyző         | Versenyszám | Ellenfél Eredmény          | Ellenfél Eredmény            | Ellenfél Eredmény | Ellenfél Eredmény | Ellenfél Eredmény | Ellenfél Eredmény | Helyezés |
| ----------------- | ----------- | -------------------------- | ---------------------------- | ----------------- | ----------------- | ----------------- | ----------------- | -------- |
| Iris Sing         | Légsúly     | Andrea Kilday (NZL) · 7-5  | Itzel Manjarrez (MEX) · 4-14 | kiesett           |                   |                   |                   | 9.       |
| Júlia Vasconcelos | Pehelysúly  | Suvi Mikkonen (FIN) · 9-10 | kiesett                      | kiesett           |                   |                   |                   | 11.      |

## Tenisz
Férfi
| Versenyző                 | Versenyszám | 64-es főtábla                           | 32-es főtábla                                                            | Nyolcaddöntő                                                      | Negyeddöntő                                                 | Elődöntő          | Bronz- mérkőzés   | Döntő             | Helyezés |
| Versenyző                 | Versenyszám | Ellenfél Eredmény                       | Ellenfél Eredmény                                                        | Ellenfél Eredmény                                                 | Ellenfél Eredmény                                           | Ellenfél Eredmény | Ellenfél Eredmény | Ellenfél Eredmény | Helyezés |
| ------------------------- | ----------- | --------------------------------------- | ------------------------------------------------------------------------ | ----------------------------------------------------------------- | ----------------------------------------------------------- | ----------------- | ----------------- | ----------------- | -------- |
| Thomaz Bellucci           | Egyes       | Dustin Brown (GER) · 4-6, 5-4 (feladta) | Pablo Cuevas (URU) · 6-2, 4-6, 6-3                                       | David Goffin (BEL) · 7-6(12–10), 6-4                              | Rafael Nadal (ESP) · 6-2, 4-6, 2-6                          | kiesett           | kiesett           | kiesett           | 5.       |
| Rogério Dutra Silva       | Egyes       | Thomas Fabbiano (ITA) · 7-6(7–4), 6-1   | Gaël Monfils (FRA) · 2-6, 4-6                                            | kiesett                                                           | kiesett                                                     | kiesett           | kiesett           | kiesett           | 17.      |
| Thomaz Bellucci André Sá  | Páros       |                                         | Nagy-Britannia (GBR) · Andy Murray · Jamie Murray · 7-6(8–6), 7-6(16–14) | Olaszország (ITA) · Fabio Fognini · Andreas Seppi · 7-5, 5-7, 3-6 | kiesett                                                     | kiesett           | kiesett           | kiesett           | 9.       |
| Marcelo Melo Bruno Soares | Páros       |                                         | Thaiföld (THA) · Sanchai Ratiwatana · Sonchat Ratiwatana · 6-0, 7-6(7–1) | Szerbia (SRB) · Novak Đoković · Nenad Zimonjić · 6-4, 6-4         | Románia (ROU) · Florin Mergea · Horia Tecău · 4-6, 7-5, 2-6 | kiesett           | kiesett           | kiesett           | 5.       |

Női
| Versenyző                                | Versenyszám | 64-es főtábla                    | 32-es főtábla                                                                 | Nyolcaddöntő      | Negyeddöntő       | Elődöntő          | Bronz- mérkőzés   | Döntő             | Helyezés |
| Versenyző                                | Versenyszám | Ellenfél Eredmény                | Ellenfél Eredmény                                                             | Ellenfél Eredmény | Ellenfél Eredmény | Ellenfél Eredmény | Ellenfél Eredmény | Ellenfél Eredmény | Helyezés |
| ---------------------------------------- | ----------- | -------------------------------- | ----------------------------------------------------------------------------- | ----------------- | ----------------- | ----------------- | ----------------- | ----------------- | -------- |
| Teliana Pereira                          | Egyes       | Caroline Garcia (FRA) · 1-6, 2-6 | kiesett                                                                       | kiesett           | kiesett           | kiesett           | kiesett           | kiesett           | 33.      |
| Paula Cristina Gonçalves Teliana Pereira | Páros       |                                  | Spanyolország (ESP) · Garbiñe Muguruza · Carla Suárez Navarro · 6-7(6–8), 2-6 | kiesett           | kiesett           | kiesett           | kiesett           | kiesett           | 17.      |

Vegyes
| Versenyző                    | Versenyszám | Nyolcaddöntő                                                               | Negyeddöntő                                                           | Elődöntő          | Bronz- mérkőzés   | Döntő             | Helyezés |
| Versenyző                    | Versenyszám | Ellenfél Eredmény                                                          | Ellenfél Eredmény                                                     | Ellenfél Eredmény | Ellenfél Eredmény | Ellenfél Eredmény | Helyezés |
| ---------------------------- | ----------- | -------------------------------------------------------------------------- | --------------------------------------------------------------------- | ----------------- | ----------------- | ----------------- | -------- |
| Teliana Pereira Marcelo Melo | Páros       | Franciaország (FRA) · Caroline Garcia · Nicolas Mahut · 7-6(7–4), 7-6(7–1) | Egyesült Államok (USA) · Bethanie Mattek-Sands · Jack Sock · 4-6, 4-6 | kiesett           | kiesett           | kiesett           | 5.       |

## Tollaslabda
| Versenyző        | Versenyszám | Csoportkör                                                                             | Csoportkör | Nyolcaddöntő      | Negyeddöntő       | Elődöntő          | Bronz- mérkőzés   | Döntő             | Helyezés |
| Versenyző        | Versenyszám | Ellenfél Eredmény                                                                      | Hely.      | Ellenfél Eredmény | Ellenfél Eredmény | Ellenfél Eredmény | Ellenfél Eredmény | Ellenfél Eredmény | Helyezés |
| ---------------- | ----------- | -------------------------------------------------------------------------------------- | ---------- | ----------------- | ----------------- | ----------------- | ----------------- | ----------------- | -------- |
| Ygor Oliveira    | Férfi egyes | K csoport · Scott Evans (IRL) · 8–21, 21-19, 8–21 · Marc Zwiebler (GER) · 12–21, 12–21 | 3.         | kiesett           | kiesett           | kiesett           | kiesett           | kiesett           | 28.      |
| Lohaynny Vicente | Női egyes   | G csoport · Sájna Nehavál (IND) · 17–21, 17–21 · Marija Ulitina (UKR) · 13–21, 13–21   | 3.         | kiesett           | kiesett           | kiesett           | kiesett           | kiesett           | 28.      |

## Torna
Férfi
| Versenyző                                                                            | Versenyszám      | Selejtező | Selejtező | Döntő    | Döntő    |
| Versenyző                                                                            | Versenyszám      | Pontszám  | Helyezés  | Pontszám | Helyezés |
| ------------------------------------------------------------------------------------ | ---------------- | --------- | --------- | -------- | -------- |
| Francisco Barretto Júnior                                                            | Talaj            | 13,433    | 59.       | kiesett  | kiesett  |
| Francisco Barretto Júnior                                                            | Korlát           | 14,900    | 33.       | kiesett  | kiesett  |
| Francisco Barretto Júnior                                                            | Nyújtó           | 15,266    | 5.        | 15,208   | 5.       |
| Francisco Barretto Júnior                                                            | Gyűrű            | 14,200    | 37.       | kiesett  | kiesett  |
| Francisco Barretto Júnior                                                            | Lólengés         | 14,533    | 22.*      | kiesett  | kiesett  |
| Francisco Barretto Júnior                                                            | Egyéni összetett | 86,532    | 18.       | kiesett  | kiesett  |
| Diego Hypólito                                                                       | Talaj            | 15,500    | 4.*       | 15,533   |          |
| Diego Hypólito                                                                       | Egyéni összetett | 32,050    | 83.       | kiesett  | kiesett  |
| Arthur Mariano                                                                       | Talaj            | 15,200    | 9.        | 15,433   |          |
| Arthur Mariano                                                                       | Korlát           | 14,933    | 29.       | kiesett  | kiesett  |
| Arthur Mariano                                                                       | Nyújtó           | 14,766    | 20.*      | kiesett  | kiesett  |
| Arthur Mariano                                                                       | Gyűrű            | 14,033    | 46.       | kiesett  | kiesett  |
| Arthur Mariano                                                                       | Lólengés         | 14,433    | 27.       | kiesett  | kiesett  |
| Arthur Mariano                                                                       | Egyéni összetett | 88,465    | 11.       | 87,331   | 17.      |
| Sérgio Sasaki                                                                        | Talaj            | 14,900    | 20.       | kiesett  | kiesett  |
| Sérgio Sasaki                                                                        | Ugrás            | 15,016    | 9.        | kiesett  | kiesett  |
| Sérgio Sasaki                                                                        | Korlát           | 14,933    | 31.       | kiesett  | kiesett  |
| Sérgio Sasaki                                                                        | Nyújtó           | 14,833    | 16.       | kiesett  | kiesett  |
| Sérgio Sasaki                                                                        | Gyűrű            | 14,133    | 43.       | kiesett  | kiesett  |
| Sérgio Sasaki                                                                        | Lólengés         | 14,833    | 17.       | kiesett  | kiesett  |
| Sérgio Sasaki                                                                        | Egyéni összetett | 88,898    | 8.        | 89,198   | 9.       |
| Arthur Zanetti                                                                       | Gyűrű            | 15,533    | 5.        | 15,766   |          |
| Francisco Barretto Júnior Diego Hypólito Arthur Mariano Sérgio Sasaki Arthur Zanetti | Csapat összetett | 268,078   | 6.        | 263,728  | 6.       |

Női
| Versenyző                                                                    | Versenyszám      | Selejtező | Selejtező | Döntő    | Döntő    |
| Versenyző                                                                    | Versenyszám      | Pontszám  | Helyezés  | Pontszám | Helyezés |
| ---------------------------------------------------------------------------- | ---------------- | --------- | --------- | -------- | -------- |
| Rebeca Andrade                                                               | Talaj            | 14,033    | 20.       | kiesett  | kiesett  |
| Rebeca Andrade                                                               | Felemás korlát   | 14,933    | 15.       | kiesett  | kiesett  |
| Rebeca Andrade                                                               | Gerenda          | 14,200    | 22.       | kiesett  | kiesett  |
| Rebeca Andrade                                                               | Egyéni összetett | 58,732    | 4.        | 56,965   | 11.      |
| Jade Barbosa                                                                 | Talaj            | 13,733    | 30.       | kiesett  | kiesett  |
| Jade Barbosa                                                                 | Felemás korlát   | 14,266    | 35.       | kiesett  | kiesett  |
| Jade Barbosa                                                                 | Gerenda          | 13,600    | 42.       | kiesett  | kiesett  |
| Jade Barbosa                                                                 | Egyéni összetett | 56,499    | 23.       | feladta  | feladta  |
| Daniele Hypólito                                                             | Talaj            | 12,400    | 73.       | kiesett  | kiesett  |
| Daniele Hypólito                                                             | Gerenda          | 14,266    | 19.*      | kiesett  | kiesett  |
| Lorrane Oliveira                                                             | Felemás korlát   | 14,158    | 39.       | kiesett  | kiesett  |
| Flávia Saraiva                                                               | Talaj            | 14,033    | 19.       | kiesett  | kiesett  |
| Flávia Saraiva                                                               | Felemás korlát   | 12,733    | 67.       | kiesett  | kiesett  |
| Flávia Saraiva                                                               | Gerenda          | 15,133    | 3.        | 14,533   | 5.       |
| Flávia Saraiva                                                               | Egyéni összetett | 56,532    | 19.       | kiesett  | kiesett  |
| Rebeca Andrade Jade Barbosa Daniele Hypólito Lorrane Oliveira Flávia Saraiva | Csapat összetett | 174,054   | 5.        | 172,087  | 8.       |

* - egy másik versenyzővel azonos eredményt ért el

### Ritmikus gimnasztika
| Versenyző      | Versenyszám | Selejtező | Selejtező | Selejtező | Selejtező | Selejtező | Selejtező | Selejtező | Selejtező | Selejtező | Selejtező | Döntő   | Döntő   | Döntő   | Döntő   | Döntő    | Döntő    | Döntő   | Döntő   | Döntő    | Döntő    | Helyezés |
| Versenyző      | Versenyszám | Karika    | Karika    | Labda     | Labda     | Buzogány  | Buzogány  | Szalag    | Szalag    | Összesen  | Összesen  | Karika  | Karika  | Labda   | Labda   | Buzogány | Buzogány | Szalag  | Szalag  | Összesen | Összesen | Helyezés |
| Versenyző      | Versenyszám | Pont      | Hely.     | Pont      | Hely.     | Pont      | Hely.     | Pont      | Hely.     | Pont      | Hely.     | Pont    | Hely.   | Pont    | Hely.   | Pont     | Hely.    | Pont    | Hely.   | Pont     | Hely.    | Helyezés |
| -------------- | ----------- | --------- | --------- | --------- | --------- | --------- | --------- | --------- | --------- | --------- | --------- | ------- | ------- | ------- | ------- | -------- | -------- | ------- | ------- | -------- | -------- | -------- |
| Natalia Gaudio | Egyéni      | 16,566    | 23.       | 16,300    | 24.       | 16,450    | 23.       | 16,216    | 23.       | 65,532    | 23.       | kiesett | kiesett | kiesett | kiesett | kiesett  | kiesett  | kiesett | kiesett | kiesett  | kiesett  | 23.      |

| Versenyző                                                                        | Versenyszám | Selejtező | Selejtező | Selejtező              | Selejtező              | Selejtező | Selejtező | Döntő    | Döntő    | Döntő                  | Döntő                  | Döntő    | Döntő    | Helyezés |
| Versenyző                                                                        | Versenyszám | 5 szalag  | 5 szalag  | 3 buzogány és 2 karika | 3 buzogány és 2 karika | Összesen  | Összesen  | 5 szalag | 5 szalag | 3 buzogány és 2 karika | 3 buzogány és 2 karika | Összesen | Összesen | Helyezés |
| Versenyző                                                                        | Versenyszám | Pont      | Hely.     | Pont                   | Hely.                  | Pont      | Hely.     | Pont     | Hely.    | Pont                   | Hely.                  | Pont     | Hely.    | Helyezés |
| -------------------------------------------------------------------------------- | ----------- | --------- | --------- | ---------------------- | ---------------------- | --------- | --------- | -------- | -------- | ---------------------- | ---------------------- | -------- | -------- | -------- |
| Morgana Gmach Emanuelle Lima Jessica Maier Francielly Pereira Gabrielle da Silva | Csapat      | 15,766    | 10.       | 16,883                 | 7.                     | 32,649    | 9.        | kiesett  | kiesett  | kiesett                | kiesett                | kiesett  | kiesett  | 9.       |

### Trambulin
| Versenyző      | Versenyszám | Selejtező | Selejtező | Döntő    | Döntő    |
| Versenyző      | Versenyszám | Pontszám  | Helyezés  | Pontszám | Helyezés |
| -------------- | ----------- | --------- | --------- | -------- | -------- |
| Rafael Andrade | Férfi       | 76,145    | 15.       | kiesett  | kiesett  |

## Triatlon
| Versenyző        | Versenyszám | 1,5 km úszás | Depózás 1 | 40 km kerékpározás | Depózás 2 | 10 km futás | Összesítés | Összesítés |
| Versenyző        | Versenyszám | Idő          | Idő       | Idő                | Idő       | Idő         | Idő        | Helyezés   |
| ---------------- | ----------- | ------------ | --------- | ------------------ | --------- | ----------- | ---------- | ---------- |
| Diogo Sclebin    | Férfi       | 18:20        | 0:49      | 59:29              | 0:40      | 33:14       | 1:52:32    | 41.        |
| Pâmella Oliveira | Női         | 19:04        | 0:56      | 1:04:43            | 0:40      | 38:40       | 2:04:03    | 40.        |

## Úszás
Férfi
| Versenyző                                                                                  | Versenyszám      | Előfutam | Előfutam | Előfutam | Elődöntő | Elődöntő | Elődöntő | Döntő     | Döntő    |
| Versenyző                                                                                  | Versenyszám      | Idő      | Hely.    | Össz.    | Idő      | Hely.    | Össz.    | Idő       | Helyezés |
| ------------------------------------------------------------------------------------------ | ---------------- | -------- | -------- | -------- | -------- | -------- | -------- | --------- | -------- |
| Ítalo Duarte                                                                               | 50 m gyors       | 21,96    | 4.       | 13.      | 22,05    | 8.       | 15.      | kiesett   | kiesett  |
| Bruno Fratus                                                                               | 50 m gyors       | 21,93    | 3.       | 10.*     | 21,71    | 4.*      | 6.*      | 21,79     | 6.*      |
| Marcelo Chierighini                                                                        | 100 m gyors      | 48,53    | 5.       | 13.      | 48,23    | 5.       | 8.       | 48,41     | 8.       |
| Nicolas Oliveira                                                                           | 100 m gyors      | 49,05    | 7.       | 28.      | kiesett  | kiesett  | kiesett  | kiesett   | kiesett  |
| João de Lucca                                                                              | 200 m gyors      | 1:47,63  | 7.       | 25.      | kiesett  | kiesett  | kiesett  | kiesett   | kiesett  |
| Luiz Altamir Melo                                                                          | 400 m gyors      | 3:50,82  | 2.       | 32.      |          |          |          | kiesett   | kiesett  |
| Miguel Valente                                                                             | 1500 m gyors     | 15:22,57 | 5.       | 31.      |          |          |          | kiesett   | kiesett  |
| Brandonn Almeida                                                                           | 1500 m gyors     | 15:14,73 | 4.       | 29.      |          |          |          | kiesett   | kiesett  |
| Brandonn Almeida                                                                           | 400 m vegyes     | 4:17,25  | 4.       | 15.      |          |          |          | kiesett   | kiesett  |
| Thiago Pereira                                                                             | 200 m vegyes     | 1:58,63  | 2.       | 5.       | 1:57,11  | 3.       | 3.       | 1:58,02   | 7.       |
| Henrique Rodrigues                                                                         | 200 m vegyes     | 1:58,56  | 3.       | 4.       | 1:59,23  | 4.       | 9.       | kiesett   | kiesett  |
| Guilherme Guido                                                                            | 100 m hát        | 53,80    | 5.       | 13.      | 54,16    | 8.       | 14.      | kiesett   | kiesett  |
| Leonardo de Deus                                                                           | 200 m hát        | 1:57,00  | 5.       | 12.      | 1:57,67  | 6.       | 13.      | kiesett   | kiesett  |
| Leonardo de Deus                                                                           | 200 m pillangó   | 1:55,98  | 3.       | 9.       | 1:56,77  | 7.       | 13.      | kiesett   | kiesett  |
| Kaio Almeida                                                                               | 200 m pillangó   | 1:56,45  | 4.       | 12.      | 1:57,45  | 7.       | 14.      | kiesett   | kiesett  |
| Marcos Macedo                                                                              | 100 m pillangó   | 53,87    | 8.       | 34.      | kiesett  | kiesett  | kiesett  | kiesett   | kiesett  |
| Henrique Martins                                                                           | 100 m pillangó   | 52,42    | 4.       | 21.      | kiesett  | kiesett  | kiesett  | kiesett   | kiesett  |
| Felipe França Silva                                                                        | 100 m mell       | 59,01    | 1.       | 3.       | 59,35    | 4.       | 6.       | 59,38     | 7.       |
| João Gomes Júnior                                                                          | 100 m mell       | 59,46    | 3.       | 8.       | 59,40    | 3.       | 7.       | 59,31     | 5.       |
| Tales Cerdeira                                                                             | 200 m mell       | 2:12,83  | 5.       | 29.      | kiesett  | kiesett  | kiesett  | kiesett   | kiesett  |
| Thiago Simon                                                                               | 200 m mell       | 2:15,01  | 8.       | 36.      | kiesett  | kiesett  | kiesett  | kiesett   | kiesett  |
| Nicolas Oliveira Marcelo Chierighini Gabriel Santos João de Lucca Matheus Santana          | 4 × 100 m gyors  | 3:14,06  | 4.       | 5.*      |          |          |          | 3:13,21   | 5.       |
| Luiz Altamir Melo João de Lucca André Pereira Nicolas Oliveira                             | 4 × 200 m gyors  | 7:13,84  | 7.       | 14.      |          |          |          | kiesett   | kiesett  |
| Guilherme Guido João Gomes Júnior Henrique Martins Marcelo Chierighini Felipe França Silva | 4 × 100 m vegyes | 3:32,96  | 4.       | 7.       |          |          |          | 3:32,84   | 6.       |
| Allan do Carmo                                                                             | 10 km nyílt vízi |          |          |          |          |          |          | 1:53:16,4 | 18.      |

Női
| Versenyző                                                               | Versenyszám      | Előfutam | Előfutam | Előfutam | Elődöntő | Elődöntő | Elődöntő | Döntő     | Döntő    |
| Versenyző                                                               | Versenyszám      | Idő      | Hely.    | Össz.    | Idő      | Hely.    | Össz.    | Idő       | Helyezés |
| ----------------------------------------------------------------------- | ---------------- | -------- | -------- | -------- | -------- | -------- | -------- | --------- | -------- |
| Graciele Herrmann                                                       | 50 m gyors       | 25,60    | 8.       | 40.      | kiesett  | kiesett  | kiesett  | kiesett   | kiesett  |
| Etiene Medeiros                                                         | 50 m gyors       | 24,82    | 6.       | 16.      | 24,45    | 3.       | 7.       | 24,69     | 8.       |
| Etiene Medeiros                                                         | 100 m hát        | 1:01,70  | 7.       | 25.      | kiesett  | kiesett  | kiesett  | kiesett   | kiesett  |
| Etiene Medeiros                                                         | 100 m gyors      | 54,38    | 3.       | 14.      | 54,59    | 8.       | 16.      | kiesett   | kiesett  |
| Larissa Oliveira                                                        | 100 m gyors      | 54,72    | 8.       | 21.      | kiesett  | kiesett  | kiesett  | kiesett   | kiesett  |
| Larissa Oliveira                                                        | 200 m gyors      | 2:00,76  | 8.       | 35.      | kiesett  | kiesett  | kiesett  | kiesett   | kiesett  |
| Manuella Lyrio                                                          | 200 m gyors      | 1:57,28  | 4.       | 14.      | 1:57,43  | 7.       | 12.      | kiesett   | kiesett  |
| Daiene Dias                                                             | 100 m pillangó   | 58,15    | 4.       | 14.*     | 58,52    | 7.       | 13.      | kiesett   | kiesett  |
| Daynara de Paula                                                        | 100 m pillangó   | 57,92    | 1.       | 13.      | 58,65    | 8.       | 15.      | kiesett   | kiesett  |
| Joanna Maranhão                                                         | 200 m pillangó   | 2:10,69  | 7.       | 24.      | kiesett  | kiesett  | kiesett  | kiesett   | kiesett  |
| Joanna Maranhão                                                         | 200 m vegyes     | 2:13,06  | 7.       | 18.      | kiesett  | kiesett  | kiesett  | kiesett   | kiesett  |
| Joanna Maranhão                                                         | 400 m vegyes     | 4:38,88  | 3.       | 15.      |          |          |          | kiesett   | kiesett  |
| Larissa Oliveira Etiene Medeiros Daynara de Paula Manuella Lyrio        | 4 × 100 m gyors  | 3:39,40  | 6.       | 11.      |          |          |          | kiesett   | kiesett  |
| Manuella Lyrio Jéssica Cavalheiro Gabrielle Roncatto Larissa Oliveira   | 4 × 200 m gyors  | 7:55,68  | 6.       | 11.      |          |          |          | kiesett   | kiesett  |
| Natalia de Luccas Jhennifer Conceição Daynara de Paula Larissa Oliveira | 4 × 100 m vegyes | 4:02,83  | 7.       | 13.      |          |          |          | kiesett   | kiesett  |
| Ana Marcela Cunha                                                       | 10 km nyílt vízi |          |          |          |          |          |          | 1:57:29,0 | 10.      |
| Poliana Okimoto                                                         | 10 km nyílt vízi |          |          |          |          |          |          | 1:56:51,4 |          |

* - egy másik versenyzővel/váltóval azonos időt ért el

## Vitorlázás
Férfi
| Versenyző                     | Versenyszám     | Futam | Futam | Futam | Futam | Futam | Futam | Futam | Futam | Futam | Futam | Futam | Futam | Futam   | Pontszám | Helyezés |
| Versenyző                     | Versenyszám     | 1     | 2     | 3     | 4     | 5     | 6     | 7     | 8     | 9     | 10    | 11    | 12    | É       | Pontszám | Helyezés |
| ----------------------------- | --------------- | ----- | ----- | ----- | ----- | ----- | ----- | ----- | ----- | ----- | ----- | ----- | ----- | ------- | -------- | -------- |
| Ricardo Santos                | Szörfvitorlázás | 6     | 9     | 7     | 3     | 16    | (30)  | 21    | 9     | 9     | 6     | 9     | 11    | 12      | 118      | 7.       |
| Jorge Zarif                   | Finn dingi      | 4     | 6     | 11    | (22)  | 2     | 19    | 2     | 13    | 15    | 9     |       |       | 6       | 87       | 4.       |
| Robert Scheidt                | Laser           | 23    | 1     | (27)  | 4     | 11    | 2     | 4     | 5     | 26    | 11    |       |       | 2       | 89       | 4.       |
| Bruno Bethlem Henrique Haddad | 470-es osztály  | 19    | 23    | 25    | 17    | 22    | (27)  | 9     | 11    | 14    | 27    |       |       | kiesett | 167      | 23.      |
| Gabriel Borges Marco Grael    | 49er osztály    | 10    | 11    | 8     | 7     | (19)  | 7     | 10    | 17    | 10    | 8     | 15    | 6     | kiesett | 109      | 11.      |

Női
| Versenyző                       | Versenyszám     | Futam | Futam | Futam | Futam | Futam | Futam | Futam | Futam | Futam | Futam | Futam | Futam | Futam   | Pontszám | Helyezés |
| Versenyző                       | Versenyszám     | 1     | 2     | 3     | 4     | 5     | 6     | 7     | 8     | 9     | 10    | 11    | 12    | É       | Pontszám | Helyezés |
| ------------------------------- | --------------- | ----- | ----- | ----- | ----- | ----- | ----- | ----- | ----- | ----- | ----- | ----- | ----- | ------- | -------- | -------- |
| Patrícia Freitas                | Szörfvitorlázás | 6     | 8     | 4     | 2     | 13    | (16)  | 10    | 1     | 3     | 8     | 8     | 9     | 8       | 81       | 8.       |
| Fernanda Decnop                 | Laser radial    | 14    | 19    | 21    | 19    | (28)  | 26    | 16    | 23    | 8     | 18    |       |       | kiesett | 163      | 24.      |
| Ana Barbachan Fernanda Oliveira | 470-es osztály  | 5     | 5     | 13    | 10    | 2     | (21)  | 9     | 6     | 13    | 5     |       |       | 8       | 76       | 8.       |
| Martine Grael Kahena Kunze      | 49erFX osztály  | 9     | 1     | 1     | 10    | 2     | 6     | 3     | 3     | (11)  | 2     | 7     | 2     | 2       | 48       |          |

Vegyes
| Versenyző                   | Versenyszám | Futam | Futam | Futam | Futam | Futam | Futam | Futam | Futam | Futam | Futam | Futam | Futam | Futam | Pontszám | Helyezés |
| Versenyző                   | Versenyszám | 1     | 2     | 3     | 4     | 5     | 6     | 7     | 8     | 9     | 10    | 11    | 12    | É     | Pontszám | Helyezés |
| --------------------------- | ----------- | ----- | ----- | ----- | ----- | ----- | ----- | ----- | ----- | ----- | ----- | ----- | ----- | ----- | -------- | -------- |
| Samuel Albrecht Isabel Swan | Nacra 17    | 17    | 1     | 18    | 9     | 2     | 16    | 12    | 4     | (19)  | 7     | 8     | 8     | 16    | 117      | 10.      |

## Vívás
Férfi
| Versenyző                                                              | Versenyszám       | Selejtező                                   | 32-es főtábla                 | Nyolcaddöntő                                                                   | Negyeddöntő                                                                  | Elődöntő                                                                | Bronz- mérkőzés                                                                                             | Döntő             | Helyezés |
| Versenyző                                                              | Versenyszám       | Ellenfél Eredmény                           | Ellenfél Eredmény             | Ellenfél Eredmény                                                              | Ellenfél Eredmény                                                            | Ellenfél Eredmény                                                       | Ellenfél Eredmény                                                                                           | Ellenfél Eredmény | Helyezés |
| ---------------------------------------------------------------------- | ----------------- | ------------------------------------------- | ----------------------------- | ------------------------------------------------------------------------------ | ---------------------------------------------------------------------------- | ----------------------------------------------------------------------- | --- | ----------------- | -------- |
| Henrique Marques                                                       | Tőr, egyéni       | Mohamed Essam (EGY) · 8-15                  | kiesett                       | kiesett                                                                        | kiesett                                                                      | kiesett                                                                 | kiesett | kiesett           | 34.      |
| Ghislain Perrier                                                       | Tőr, egyéni       | erőnyerő                                    | Ma Jianfei (CHN) · 14-15      | kiesett                                                                        | kiesett                                                                      | kiesett                                                                 | kiesett | kiesett           | 30.      |
| Guilherme Toldo                                                        | Tőr, egyéni       | René Pranz (AUT) · 15-14                    | Óta Júki (JPN) · 15-13        | Cőng Ká-lóng (Cheung Ka Long) (HKG) · 15-10                                    | Daniele Garozzo (ITA) · 8-15                                                 | kiesett                                                                 | kiesett | kiesett           | 8.       |
| Nicolas Ferreira                                                       | Párbajtőr, egyéni | Francisco Limardo (VEN) · 7-15              | kiesett                       | kiesett                                                                        | kiesett                                                                      | kiesett                                                                 | kiesett | kiesett           | 37.      |
| Guilherme Melaragno                                                    | Párbajtőr, egyéni | Csiao Jün-lung (Jiao Yunlong) (CHN) · 13-15 | kiesett                       | kiesett                                                                        | kiesett                                                                      | kiesett                                                                 | kiesett | kiesett           | 35.      |
| Athos Schwantes                                                        | Párbajtőr, egyéni | Jiří Beran (CZE) · 8-6                      | Gauthier Grumier (FRA) · 7-15 | kiesett                                                                        | kiesett                                                                      | kiesett                                                                 | kiesett | kiesett           | 32.      |
| Renzo Agresta                                                          | Kard, egyéni      |                                             | Sandro Bazadze (GEO) · 3-15   | kiesett                                                                        | kiesett                                                                      | kiesett                                                                 | kiesett | kiesett           | 30.      |
| Henrique Marques Ghislain Perrier Fernando Scavasin Guilherme Toldo    | Tőr, csapat       |                                             |                               |                                                                                | Olaszország (ITA) · Giorgio Avola · Andrea Cassarà · Daniele Garozzo · 27-45 | 5–8. helyért · Kína (CHN) · Chen Haiwei · Ma Jianfei · Lej Seng · 41-45 | 7. helyért · Egyiptom (EGY) · Alá ed-Dín Abu el-Kászem · Tarek Ayad · Mohamed Essam · Mohamed Hamza · 39-45 |                   | 8.       |
| Alexandre Camargo Nicolas Ferreira Guilherme Melaragno Athos Schwantes | Párbajtőr, csapat |                                             |                               | Venezuela (VEN) · Silvio Fernández · Francisco Limardo · Rubén Limardo · 25-45 | kiesett                                                                      | kiesett                                                                 | kiesett |                   | 9.       |

Női
| Versenyző                                                        | Versenyszám       | Selejtező                              | 32-es főtábla                  | Nyolcaddöntő                                                                    | Negyeddöntő                | Elődöntő          | Bronz- mérkőzés   | Döntő             | Helyezés |
| Versenyző                                                        | Versenyszám       | Ellenfél Eredmény                      | Ellenfél Eredmény              | Ellenfél Eredmény                                                               | Ellenfél Eredmény          | Ellenfél Eredmény | Ellenfél Eredmény | Ellenfél Eredmény | Helyezés |
| ---------------------------------------------------------------- | ----------------- | -------------------------------------- | ------------------------------ | ------------------------------------------------------------------------------- | -------------------------- | ----------------- | ----------------- | ----------------- | -------- |
| Bia Bulcão                                                       | Tőr, egyéni       | Mălina Călugăreanu (ROU) · 15-12       | Inna Gyeriglazova (RUS) · 6-15 | kiesett                                                                         | kiesett                    | kiesett           | kiesett           | kiesett           | 31.      |
| Taís Rochel                                                      | Tőr, egyéni       | Lubna Al-Omair (KSA) · 15-0            | Aida Sanajeva (RUS) · 13-15    | kiesett                                                                         | kiesett                    | kiesett           | kiesett           | kiesett           | 30.      |
| Rayssa Costa                                                     | Párbajtőr, egyéni | Tiffany Géroudet (SUI) · 15-13         | Sarra Besbes (TUN) · 8-15      | kiesett                                                                         | kiesett                    | kiesett           | kiesett           | kiesett           | 31.      |
| Nathalie Moellhausen                                             | Párbajtőr, egyéni | erőnyerő                               | Kelley Hurley (USA) · 15-12    | Marie-Florence Candassamy (FRA) · 15-12                                         | Lauren Rembi (FRA) · 12-15 | kiesett           | kiesett           | kiesett           | 6.       |
| Amanda Simeão                                                    | Párbajtőr, egyéni | Marie-Florence Candassamy (FRA) · 6-15 | kiesett                        | kiesett                                                                         | kiesett                    | kiesett           | kiesett           | kiesett           | 35.      |
| Marta Baenza Centurion                                           | Kard, egyéni      | Bogna Jóźwiak (POL) · 2-4              | kiesett                        | kiesett                                                                         | kiesett                    | kiesett           | kiesett           | kiesett           | 33.      |
| Rayssa Costa Katherine Miller Nathalie Moellhausen Amanda Simeão | Párbajtőr, csapat |                                        |                                | Ukrajna (UKR) · Olena Krivicka · Kszenyija Pantelejeva · Jana Semjakina · 32-45 | kiesett                    | kiesett           | kiesett           |                   | 9.       |

## Vízilabda

### Férfi
| Brazil férfi vízilabdacsapat-játékoskeret                                                                                | Brazil férfi vízilabdacsapat-játékoskeret                                                     |
| --- | --------------------------------------------------------------------------------------------- |
| - Vinicius Antonelli - Jonas Crivella - Adrià Delgado - Rudá Franco - Bernardo Gomes - Ives González - Gustavo Guimarães | - Felipe Perrone - Bernardo Rocha - Paulo Salemi - Felipe Silva - Slobodan Soro - Josip Vrlić |

#### Eredmények
Csoportkör
A csoport
| Hely. | Csapat             | M | Gy | D | V | G+ | G– | Gk  | P | Továbbjutás |
| ----- | ------------------ | - | -- | - | - | -- | -- | --- | - | ----------- |
| 1.    | Magyarország (HUN) | 5 | 2  | 3 | 0 | 57 | 43 | +14 | 7 | Negyeddöntő |
| 2.    | Görögország (GRE)  | 5 | 2  | 2 | 1 | 41 | 40 | +1  | 6 | Negyeddöntő |
| 3.    | Brazília (BRA) (R) | 5 | 3  | 0 | 2 | 40 | 39 | +1  | 6 | Negyeddöntő |
| 4.    | Szerbia (SRB)      | 5 | 2  | 2 | 1 | 49 | 44 | +5  | 6 | Negyeddöntő |
| 5.    | Ausztrália (AUS)   | 5 | 2  | 1 | 2 | 44 | 40 | +4  | 5 |             |
| 6.    | Japán (JPN)        | 5 | 0  | 0 | 5 | 36 | 61 | −25 | 0 |             |

| 2016. augusztus 6. 20:50 (1:50) | Brazília (BRA)       | 8–7         | Ausztrália (AUS)      | Maria Lenk Aquatic Center, Rio de Janeiro Játékvezetők: Filippo Gomez (ITA), Francesc Buch (ESP) |
| 2016. augusztus 6. 20:50 (1:50) | (3–2, 2–1, 2–2, 1–2) |             |                       | Maria Lenk Aquatic Center, Rio de Janeiro Játékvezetők: Filippo Gomez (ITA), Francesc Buch (ESP) |
| 2016. augusztus 6. 20:50 (1:50) | Delgado 3            | Jegyzőkönyv | Campbell, Cotterill 2 | Maria Lenk Aquatic Center, Rio de Janeiro Játékvezetők: Filippo Gomez (ITA), Francesc Buch (ESP) |

| 2016. augusztus 8. 19:30 (0:30) | Japán (JPN)          | 8–16        | Brazília (BRA) | Maria Lenk Aquatic Center, Rio de Janeiro Játékvezetők: Nenad Peris (CRO), Francesc Buch (ESP) |
| 2016. augusztus 8. 19:30 (0:30) | (2–5, 1–3, 4–4, 1–4) |             |                | Maria Lenk Aquatic Center, Rio de Janeiro Játékvezetők: Nenad Peris (CRO), Francesc Buch (ESP) |
| 2016. augusztus 8. 19:30 (0:30) | három játékos 2      | Jegyzőkönyv | Vrlić 5        | Maria Lenk Aquatic Center, Rio de Janeiro Játékvezetők: Nenad Peris (CRO), Francesc Buch (ESP) |

| 2016. augusztus 10. 19:30 (0:30) | Brazília (BRA)       | 6–5         | Szerbia (SRB) | Maria Lenk Aquatic Center, Rio de Janeiro Játékvezetők: Benjamin Mercier (FRA), Ni Shi Wei (CHN) |
| 2016. augusztus 10. 19:30 (0:30) | (0–2, 3–1, 2–0, 1–2) |             |               | Maria Lenk Aquatic Center, Rio de Janeiro Játékvezetők: Benjamin Mercier (FRA), Ni Shi Wei (CHN) |
| 2016. augusztus 10. 19:30 (0:30) | Vrlić 2              | Jegyzőkönyv | öt játékos 1  | Maria Lenk Aquatic Center, Rio de Janeiro Játékvezetők: Benjamin Mercier (FRA), Ni Shi Wei (CHN) |

| 2016. augusztus 12. 19:30 (0:30) | Görögország (GRE)    | 9–4         | Brazília (BRA) | Maria Lenk Aquatic Center, Rio de Janeiro Játékvezetők: Boris Margeta (SLO), Szergej Naumov (RUS) |
| 2016. augusztus 12. 19:30 (0:30) | (3–1, 1–1, 3–2, 2–0) |             |                | Maria Lenk Aquatic Center, Rio de Janeiro Játékvezetők: Boris Margeta (SLO), Szergej Naumov (RUS) |
| 2016. augusztus 12. 19:30 (0:30) | három játékos 2      | Jegyzőkönyv | Silva 2        | Maria Lenk Aquatic Center, Rio de Janeiro Játékvezetők: Boris Margeta (SLO), Szergej Naumov (RUS) |

| 2016. augusztus 14. 20:50 (1:50) | Brazília (BRA)       | 6–10        | Magyarország (HUN) | Olympic Aquatics Stadium, Rio de Janeiro Játékvezetők: Francesc Buch (ESP), Stanko Ivanovski (MNE) |
| 2016. augusztus 14. 20:50 (1:50) | (0–3, 1–2, 3–3, 2–2) |             |                    | Olympic Aquatics Stadium, Rio de Janeiro Játékvezetők: Francesc Buch (ESP), Stanko Ivanovski (MNE) |
| 2016. augusztus 14. 20:50 (1:50) | Gomes, Perrone 2     | Jegyzőkönyv | három játékos 2    | Olympic Aquatics Stadium, Rio de Janeiro Játékvezetők: Francesc Buch (ESP), Stanko Ivanovski (MNE) |

Negyeddöntő
| 2016. augusztus 16. 15:10 (20:10) | Brazília (BRA)       | 6–10        | Horvátország (CRO) | Olympic Aquatics Stadium, Rio de Janeiro Játékvezetők: Adrian Alexandrescu (ROU), Benjamin Mercier (FRA) |
| 2016. augusztus 16. 15:10 (20:10) | (2–3, 1–4, 3–1, 0–2) |             |                    | Olympic Aquatics Stadium, Rio de Janeiro Játékvezetők: Adrian Alexandrescu (ROU), Benjamin Mercier (FRA) |
| 2016. augusztus 16. 15:10 (20:10) | Gomes 3              | Jegyzőkönyv | García, Joković 3  | Olympic Aquatics Stadium, Rio de Janeiro Játékvezetők: Adrian Alexandrescu (ROU), Benjamin Mercier (FRA) |

Az 5–8. helyért
| 2016. augusztus 18. 11:00 (16:00) | Magyarország (HUN)    | 13–4        | Brazília (BRA) | Olympic Aquatics Stadium, Rio de Janeiro Játékvezetők: Filippo Gomez (ITA), Masoud Rezvani (IRI) |
| 2016. augusztus 18. 11:00 (16:00) | (4–1, 3–0, 3–3 , 3–0) |             |                | Olympic Aquatics Stadium, Rio de Janeiro Játékvezetők: Filippo Gomez (ITA), Masoud Rezvani (IRI) |
| 2016. augusztus 18. 11:00 (16:00) | Erdélyi 4             | Jegyzőkönyv | Delgado 2      | Olympic Aquatics Stadium, Rio de Janeiro Játékvezetők: Filippo Gomez (ITA), Masoud Rezvani (IRI) |

A 7. helyért
| 2016. augusztus 20. 11:40 (16:40) | Brazília (BRA)       | 8–9         | Spanyolország (ESP) | Olympic Aquatics Stadium, Rio de Janeiro Játékvezetők: Vojin Putniković (SRB), Stanko Ivanovski (MNE) |
| 2016. augusztus 20. 11:40 (16:40) | (1–3, 2–1, 1–2, 4–3) |             |                     | Olympic Aquatics Stadium, Rio de Janeiro Játékvezetők: Vojin Putniković (SRB), Stanko Ivanovski (MNE) |
| 2016. augusztus 20. 11:40 (16:40) | három játékos 2      | Jegyzőkönyv | három játékos 2     | Olympic Aquatics Stadium, Rio de Janeiro Játékvezetők: Vojin Putniković (SRB), Stanko Ivanovski (MNE) |

| Csapat         | Helyezés |
| -------------- | -------- |
| Brazília (BRA) | 8.       |

### Női
| Brazil női vízilabdacsapat-játékoskeret                                                                                      | Brazil női vízilabdacsapat-játékoskeret                                                                    |
| --- | --- |
| - Diana Abla - Viviane Bahia - Lucianne Barroncas - Marina Canetti - Luíza Carvalho - Victória Chamorro - Izabella Chiappini | - Mariana Duarte - Gabriela Mantellato - Amanda Oliveira - Tess Oliveira - Camila Pedrosa - Marina Zablith |

#### Eredmények
Csoportkör
A csoport
| Csapat            | M | Gy | D | V | G+ | G– | Gk  | P |
| ----------------- | - | -- | - | - | -- | -- | --- | - |
| Olaszország (ITA) | 3 | 3  | 0 | 0 | 27 | 15 | +12 | 6 |
| Ausztrália (AUS)  | 3 | 2  | 0 | 1 | 31 | 15 | +16 | 4 |
| Oroszország (RUS) | 3 | 1  | 0 | 2 | 23 | 31 | –8  | 2 |
| Brazília (BRA)    | 3 | 0  | 0 | 3 | 13 | 33 | –20 | 0 |

| 2016. augusztus 9. 10:20 (15:20) | Olaszország (ITA)       | 9–3         | Brazília (BRA)  | Maria Lenk Aquatic Center, Rio de Janeiro Játékvezetők: Diana Dutilh-Dumas (NED), Dion Willis (RSA) |
| 2016. augusztus 9. 10:20 (15:20) | (1–1 , 2–0 , 3–0 , 3–2) |             |                 | Maria Lenk Aquatic Center, Rio de Janeiro Játékvezetők: Diana Dutilh-Dumas (NED), Dion Willis (RSA) |
| 2016. augusztus 9. 10:20 (15:20) | Bianconi 3              | Jegyzőkönyv | három játékos 1 | Maria Lenk Aquatic Center, Rio de Janeiro Játékvezetők: Diana Dutilh-Dumas (NED), Dion Willis (RSA) |

| 2016. augusztus 11. 9:00 (14:00) | Oroszország (RUS)    | 14–7        | Brazília (BRA) | Maria Lenk Aquatic Center, Rio de Janeiro Játékvezetők: Diana Dutilh-Dumas (NED), Tadao Tahara (JPN) |
| 2016. augusztus 11. 9:00 (14:00) | (2–4, 2–0, 4–2, 6–1) |             |                | Maria Lenk Aquatic Center, Rio de Janeiro Játékvezetők: Diana Dutilh-Dumas (NED), Tadao Tahara (JPN) |
| 2016. augusztus 11. 9:00 (14:00) | két játékos 3        | Jegyzőkönyv | Chiappini 4    | Maria Lenk Aquatic Center, Rio de Janeiro Játékvezetők: Diana Dutilh-Dumas (NED), Tadao Tahara (JPN) |

| 2016. augusztus 13. 11:40 (16:40) | Ausztrália (AUS)     | 10–3        | Brazília (BRA)  | Maria Lenk Aquatic Center, Rio de Janeiro Játékvezetők: Dion Willis (RSA), Benjamin Mercier (FRA) |
| 2016. augusztus 13. 11:40 (16:40) | (1–1, 4–1, 2–0, 3–1) |             |                 | Maria Lenk Aquatic Center, Rio de Janeiro Játékvezetők: Dion Willis (RSA), Benjamin Mercier (FRA) |
| 2016. augusztus 13. 11:40 (16:40) | Gofers, Webster 2    | Jegyzőkönyv | három játékos 1 | Maria Lenk Aquatic Center, Rio de Janeiro Játékvezetők: Dion Willis (RSA), Benjamin Mercier (FRA) |

Negyeddöntő
| 2016. augusztus 15. 14:10 (19:10) | Brazília (BRA)       | 3–13        | Egyesült Államok (USA) | Maria Lenk Aquatic Center, Rio de Janeiro Játékvezetők: Diana Dutilh-Dumas (NED), Tadao Tahara (JPN) |
| 2016. augusztus 15. 14:10 (19:10) | (0–5, 0–3, 0–5, 3–0) |             |                        | Maria Lenk Aquatic Center, Rio de Janeiro Játékvezetők: Diana Dutilh-Dumas (NED), Tadao Tahara (JPN) |
| 2016. augusztus 15. 14:10 (19:10) | három játékos 1      | Jegyzőkönyv | négy játékos 2         | Maria Lenk Aquatic Center, Rio de Janeiro Játékvezetők: Diana Dutilh-Dumas (NED), Tadao Tahara (JPN) |

Az 5–8. helyért
| 2016. augusztus 17. 11:00 (16:00) | Ausztrália (AUS)     | 11–4        | Brazília (BRA) | Maria Lenk Aquatic Center, Rio de Janeiro Játékvezetők: Marie-Claude Desliéres (CAN), Ni Shi Wei (CHN) |
| 2016. augusztus 17. 11:00 (16:00) | (2–1, 3–1, 4–1, 2–1) |             |                | Maria Lenk Aquatic Center, Rio de Janeiro Játékvezetők: Marie-Claude Desliéres (CAN), Ni Shi Wei (CHN) |
| 2016. augusztus 17. 11:00 (16:00) | Arancini, Southern 3 | Jegyzőkönyv | Chiappini 2    | Maria Lenk Aquatic Center, Rio de Janeiro Játékvezetők: Marie-Claude Desliéres (CAN), Ni Shi Wei (CHN) |

A 7. helyért
| 2016. augusztus 19. 10:00 (15:00) | Brazília (BRA)       | 5–10        | Kína (CHN)      | Maria Lenk Aquatic Center, Rio de Janeiro Játékvezetők: Daniel Flahive (AUS), Nenad Peris (CRO) |
| 2016. augusztus 19. 10:00 (15:00) | (2–2, 0–2, 0–2, 3–4) |             |                 | Maria Lenk Aquatic Center, Rio de Janeiro Játékvezetők: Daniel Flahive (AUS), Nenad Peris (CRO) |
| 2016. augusztus 19. 10:00 (15:00) | Chiappini 3          | Jegyzőkönyv | három játékos 2 | Maria Lenk Aquatic Center, Rio de Janeiro Játékvezetők: Daniel Flahive (AUS), Nenad Peris (CRO) |

| Csapat         | Helyezés |
| -------------- | -------- |
| Brazília (BRA) | 8.       |